# Тур WTA 2016
Тур WTA 2016 був серією елітних професійних тенісних турнірів під, які пройшли егідою Жіночої тенісної асоціації (WTA) упродовж 2016 року. Календар Туру WTA 2016 містив турніри Великого шолома (під егідою Міжнародної тенісної федерації (ITF), Турніри WTA Premier (Premier Mandatory, Premier 5 і звичайні Premier), Турніри WTA International, Кубок Федерації (організований ITF), чемпіонати кінця сезону (Чемпіонат WTA і WTA Elite Trophy). Також до календаря 2016 належали Літні Олімпійські ігри та Кубок Гопмана, організатором яких є ITF і на яких не розігрувалися рейтингові очки.

## Графік
Нижче наведено повний розклад турнірів на 2016 рік, включаючи перелік тенісисток, які дійшли на турнірах щонайменше до чвертьфіналу.
Легенда
| Турніри Великого шолома      |
| Літні Олімпійські ігри       |
| Чемпіонати закінчення сезону |
| WTA Premier Mandatory        |
| WTA Premier 5                |
| WTA Premier                  |
| WTA International            |
| Командні змагання            |

Нотатка: у стовпчиках для чемпіонок і фіналісток результати в парному розряді також вказані.

### Січень
| Тиждень               | Турнір | Чемпіонки                                     | Фіналістки                               | Півфіналістки                                      | Чвертьфіналістки                                                      |
| --------------------- | --- | --------------------------------------------- | ---------------------------------------- | -------------------------------------------------- | --------------------------------------------------------------------- |
| 4 січня               | Кубок Гопмана Перт, Австралія Турнір змішаних команд ITF $1,000,000 – Хард (п) – 8 команд (ГР)                                                                | Австралія Green 2–0                           | Україна                                  | Круговий турнір (Група A) Чехія Австралія Gold США | Круговий турнір (Група B) Велика Британія Німеччина Франція           |
| 4 січня               | Brisbane International Брисбен, Австралія WTA Premier $1,000,000 – Хард – 30S/32Q/16D Одиночний розряд – Парний розряд                                        | Вікторія Азаренко 6–3, 6–1                    | Анджелік Кербер                          | Саманта Кроуфорд Карла Суарес Наварро              | Роберта Вінчі Андреа Петкович Анастасія Павлюченкова Варвара Лепченко |
| 4 січня               | Brisbane International Брисбен, Австралія WTA Premier $1,000,000 – Хард – 30S/32Q/16D Одиночний розряд – Парний розряд                                        | Мартіна Хінгіс Саня Мірза 7–5, 6–1            | Анджелік Кербер Андреа Петкович          | Саманта Кроуфорд Карла Суарес Наварро              | Роберта Вінчі Андреа Петкович Анастасія Павлюченкова Варвара Лепченко |
| 4 січня               | Шеньчжень Open Шеньчжень, Китай WTA International $500,000 – Хард – 32S/16Q/16D Одиночний розряд – Парний розряд                                              | Агнешка Радванська 6–3, 6–2                   | Алісон Ріск                              | Анна-Лена Фрідзам Тімеа Бабош                      | Ван Цян Катержина Сінякова Ежені Бушар Анетт Контавейт                |
| 4 січня               | Шеньчжень Open Шеньчжень, Китай WTA International $500,000 – Хард – 32S/16Q/16D Одиночний розряд – Парний розряд                                              | Ваня Кінґ Моніка Нікулеску 6–1, 6–4           | Сюй Їфань Чжен Сайсай                    | Анна-Лена Фрідзам Тімеа Бабош                      | Ван Цян Катержина Сінякова Ежені Бушар Анетт Контавейт                |
| 4 січня               | Auckland Open Окленд, Нова Зеландія WTA International $250,000 – Хард – 32S/32Q/16D Одиночний розряд – Парний розряд                                          | Слоун Стівенс 7–5, 6–2                        | Юлія Гергес                              | Таміра Пашек Каролін Возняцкі                      | Нао Хібіно Кірстен Фліпкенс Александра Дулгеру Наомі Броді            |
| 4 січня               | Auckland Open Окленд, Нова Зеландія WTA International $250,000 – Хард – 32S/32Q/16D Одиночний розряд – Парний розряд                                          | Елізе Мартенс Ан-Софі Месташ 2–6, 6–3, [10–5] | Данка Ковінич Барбора Заглавова-Стрицова | Таміра Пашек Каролін Возняцкі                      | Нао Хібіно Кірстен Фліпкенс Александра Дулгеру Наомі Броді            |
| 11 січня              | Sydney International Сідней, Австралія WTA Premier $753,000 – Хард – 30S/32Q/16D Одиночний розряд – Парний розряд                                             | Світлана Кузнецова 6–0, 6–2                   | Моніка Пуїг                              | Симона Халеп Белінда Бенчич                        | Кароліна Плішкова Сара Еррані Катерина Макарова Саманта Стосур        |
| 11 січня              | Sydney International Сідней, Австралія WTA Premier $753,000 – Хард – 30S/32Q/16D Одиночний розряд – Парний розряд                                             | Мартіна Хінгіс Саня Мірза 1–6, 7–5, [10–5]    | Каролін Гарсія Крістіна Младенович       | Симона Халеп Белінда Бенчич                        | Кароліна Плішкова Сара Еррані Катерина Макарова Саманта Стосур        |
| 11 січня              | Hobart International Гобарт, Австралія WTA International $250,000 – Хард – 32S/32Q/16D Одиночний розряд – Парний розряд                                       | Алізе Корне 6–1, 6–2                          | Ежені Бушар                              | Юганна Ларссон Домініка Цібулкова                  | Мона Бартель Гезер Вотсон Кікі Бертенс Каміла Джорджі                 |
| 11 січня              | Hobart International Гобарт, Австралія WTA International $250,000 – Хард – 32S/32Q/16D Одиночний розряд – Парний розряд                                       | Хань Сіньюнь Крістіна Макгейл 6–3, 6–0        | Кімберлі Біррелл Ярміла Вулф             | Юганна Ларссон Домініка Цібулкова                  | Мона Бартель Гезер Вотсон Кікі Бертенс Каміла Джорджі                 |
| 18 січня<br /25 січня | Відкритий чемпіонат Австралії Мельбурн, Австралія Великий шолом $14,835,728 – Хард 128S/96Q/64D/32X Одиночний розряд – Парний розряд – Змішаний парний розряд | Анджелік Кербер 6–4, 3–6, 6–4                 | Серена Вільямс                           | Агнешка Радванська Джоанна Конта                   | Марія Шарапова Карла Суарес Наварро Вікторія Азаренко Чжан Шуай       |
| 18 січня<br /25 січня | Відкритий чемпіонат Австралії Мельбурн, Австралія Великий шолом $14,835,728 – Хард 128S/96Q/64D/32X Одиночний розряд – Парний розряд – Змішаний парний розряд | Мартіна Хінгіс Саня Мірза 7–6(7–1), 6–3       | Андреа Главачкова Луціє Градецька        | Агнешка Радванська Джоанна Конта                   | Марія Шарапова Карла Суарес Наварро Вікторія Азаренко Чжан Шуай       |
| 18 січня<br /25 січня | Відкритий чемпіонат Австралії Мельбурн, Австралія Великий шолом $14,835,728 – Хард 128S/96Q/64D/32X Одиночний розряд – Парний розряд – Змішаний парний розряд | Олена Весніна Бруно Соарес 6–4, 4–6, [10–5]   | Коко Вандевей Горія Текеу                | Агнешка Радванська Джоанна Конта                   | Марія Шарапова Карла Суарес Наварро Вікторія Азаренко Чжан Шуай       |

### Лютий
| Тиждень   | Турнір | Чемпіонки                                                                                       | Фіналістки                                                    | Півфіналістки                      | Чвертьфіналістки                                                       |
| --------- | --- | ----------------------------------------------------------------------------------------------- | ------------------------------------------------------------- | ---------------------------------- | ---------------------------------------------------------------------- |
| 1 лютого  | Чвертьфінал Кубка Федерації Клуж-Напока, Румунія – Хард (п) Лейпциг, Німеччина – Хард (п) Марсель, Франція – Хард (п) Москва, Росія – Хард (п) | Перемогли у чвертьфіналах Чехія 3–2 · Шаблон:Дані країни SWI 3–2 · Франція 4–1 · Нідерланди 3–1 | Програли у чвертьфіналах Румунія · Німеччина · Італія · Росія |                                    |                                                                        |
| 8 лютого  | St. Petersburg Ladies Trophy Санкт-Петербург, Росія WTA Premier $753,000 – Хард (п) – 28S/32Q/16D Одиночний розряд – Парний розряд             | Роберта Вінчі 6–4, 6–3                                                                          | Белінда Бенчич                                                | Дарія Касаткіна Ана Іванович       | Анастасія Павлюченкова Домініка Цібулкова Катерина Козлова Тімеа Бабош |
| 8 лютого  | St. Petersburg Ladies Trophy Санкт-Петербург, Росія WTA Premier $753,000 – Хард (п) – 28S/32Q/16D Одиночний розряд – Парний розряд             | Мартіна Хінгіс Саня Мірза 6–3, 6–1                                                              | Віра Душевіна Барбора Крейчикова                              | Дарія Касаткіна Ана Іванович       | Анастасія Павлюченкова Домініка Цібулкова Катерина Козлова Тімеа Бабош |
| 8 лютого  | Тайбей Гаосюн, Тайвань WTA International $500,000 – Хард – 32S/24Q/16D Одиночний розряд – Парний розряд                                        | Вінус Вільямс 6–4, 6–2                                                                          | Місакі Дой                                                    | Юлія Путінцева Сє Шувей            | Анастасія Севастова Штефані Феґеле Єлизавета Кулічкова Курумі Нара     |
| 8 лютого  | Тайбей Гаосюн, Тайвань WTA International $500,000 – Хард – 32S/24Q/16D Одиночний розряд – Парний розряд                                        | Чжань Хаоцін Чжань Юнжань 6–4, 6–3                                                              | Ері Нодзумі Мію Като                                          | Юлія Путінцева Сє Шувей            | Анастасія Севастова Штефані Феґеле Єлизавета Кулічкова Курумі Нара     |
| 15 лютого | Dubai Tennis Championships Дубай,, ОАЕ WTA Premier $2,000,000 – Хард – 28S/32Q/16D Одиночний розряд – Парний розряд                            | Сара Еррані 6–0, 6–2                                                                            | Барбора Заглавова-Стрицова                                    | Каролін Гарсія Еліна Світоліна     | Ана Іванович Андреа Петкович Медісон Бренгл Коко Вандевей              |
| 15 лютого | Dubai Tennis Championships Дубай,, ОАЕ WTA Premier $2,000,000 – Хард – 28S/32Q/16D Одиночний розряд – Парний розряд                            | Чжуан Цзяжун Дарія Юрак 6–4, 6–4                                                                | Каролін Гарсія Крістіна Младенович                            | Каролін Гарсія Еліна Світоліна     | Ана Іванович Андреа Петкович Медісон Бренгл Коко Вандевей              |
| 15 лютого | Rio Open Ріо-де-Жанейро, Бразилія WTA International $250,000 – ґрунт – 32S/24Q/16D Одиночний розряд – Парний розряд                            | Франческа Ск'явоне 2–6, 6–2, 6–2                                                                | Шелбі Роджерс                                                 | Петра Мартич Сорана Кирстя         | Лара Арруабаррена Сінді Бюргер Данка Ковінич Паула Крістіна Гонсалвеш  |
| 15 лютого | Rio Open Ріо-де-Жанейро, Бразилія WTA International $250,000 – ґрунт – 32S/24Q/16D Одиночний розряд – Парний розряд                            | Вероніка Сепеде Ройг Марія Ірігоєн 6–1, 7–6(7–5)                                                | Тара Мур Конні Перрен                                         | Петра Мартич Сорана Кирстя         | Лара Арруабаррена Сінді Бюргер Данка Ковінич Паула Крістіна Гонсалвеш  |
| 22 лютого | Qatar ExxonMobil Open Доха, Катар WTA Premier 5 $2,818,000 – Хард – 56S/32Q/28D Одиночний розряд – Парний розряд                               | Карла Суарес Наварро 1–6, 6–4, 6–4                                                              | Олена Остапенко                                               | Андреа Петкович Агнешка Радванська | Чжен Сайсай Гарбінє Мугуруса Роберта Вінчі Олена Весніна               |
| 22 лютого | Qatar ExxonMobil Open Доха, Катар WTA Premier 5 $2,818,000 – Хард – 56S/32Q/28D Одиночний розряд – Парний розряд                               | Чжань Хаоцін Чжань Юнжань 6–3, 6–3                                                              | Сара Еррані Карла Суарес Наварро                              | Андреа Петкович Агнешка Радванська | Чжен Сайсай Гарбінє Мугуруса Роберта Вінчі Олена Весніна               |
| 22 лютого | Mexican Open Акапулько, Мексика WTA International $250,000 – Хард – 32S/24Q/16D Одиночний розряд – Парний розряд                               | Слоун Стівенс 6–4, 4–6, 7–6(7–5)                                                                | Домініка Цібулкова                                            | Крістіна Макгейл Яніна Вікмаєр     | Юганна Ларссон Міряна Лучич-Бароні Анастасія Павлюченкова Наомі Осака  |
| 22 лютого | Mexican Open Акапулько, Мексика WTA International $250,000 – Хард – 32S/24Q/16D Одиночний розряд – Парний розряд                               | Анабель Медіна Гаррігес Аранча Парра Сантонха 6–0, 6–4                                          | Кікі Бертенс Юганна Ларссон                                   | Крістіна Макгейл Яніна Вікмаєр     | Юганна Ларссон Міряна Лучич-Бароні Анастасія Павлюченкова Наомі Осака  |
| 29 лютого | Monterrey Open Монтеррей, Мексика WTA International $250,000 – Хард – 32S/32Q/16D Одиночний розряд – Парний розряд                             | Гезер Вотсон 3–6, 6–2, 6–3                                                                      | Кірстен Фліпкенс                                              | Анетт Контавейт Каролін Гарсія     | Ніколь Гіббс Джоанна Конта Полін Пармантьє Каролін Возняцкі            |
| 29 лютого | Monterrey Open Монтеррей, Мексика WTA International $250,000 – Хард – 32S/32Q/16D Одиночний розряд – Парний розряд                             | Анабель Медіна Гаррігес Аранча Парра Сантонха 4–6, 7–5, [10–7]                                  | Петра Мартич Марія Санчес                                     | Анетт Контавейт Каролін Гарсія     | Ніколь Гіббс Джоанна Конта Полін Пармантьє Каролін Возняцкі            |
| 29 лютого | Malaysian Open Куала-Лумпур, Малайзія WTA International $250,000 – Хард – 32S/24Q/16D Одиночний розряд – Парний розряд                         | Еліна Світоліна 6–7(5–7), 6–4, 7–5                                                              | Ежені Бушар                                                   | Наомі Броді Чжу Лінь               | Чагла Бююкакчай Сабіне Лісіцкі Ван Цян Крістіна Кучова                 |
| 29 лютого | Malaysian Open Куала-Лумпур, Малайзія WTA International $250,000 – Хард – 32S/24Q/16D Одиночний розряд – Парний розряд                         | Варатчая Вонгтінчай Ян Чжаосюань 4–6, 6–4, [10–7]                                               | Лян Чень Ван Яфань                                            | Наомі Броді Чжу Лінь               | Чагла Бююкакчай Сабіне Лісіцкі Ван Цян Крістіна Кучова                 |

### Березень
| Тиждень               | Турнір | Чемпіонки                                          | Фіналістки                    | Півфіналістки                        | Чвертьфіналістки                                                |
| --------------------- | --- | -------------------------------------------------- | ----------------------------- | ------------------------------------ | --------------------------------------------------------------- |
| 7 березня 14 березня  | Індіан-Веллс Open Індіан-Веллс, США WTA Premier Mandatory $6,844,139 – Хард – 96S/48Q/32D Одиночний розряд – Парний розряд | Вікторія Азаренко 6–4, 6–4                         | Серена Вільямс                | Агнешка Радванська Кароліна Плішкова | Симона Халеп Петра Квітова Магдалена Рибарикова Дарія Касаткіна |
| 7 березня 14 березня  | Індіан-Веллс Open Індіан-Веллс, США WTA Premier Mandatory $6,844,139 – Хард – 96S/48Q/32D Одиночний розряд – Парний розряд | Бетані Маттек-Сендс Коко Вандевей 4–6, 6–4, [10–6] | Юлія Гергес Кароліна Плішкова | Агнешка Радванська Кароліна Плішкова | Симона Халеп Петра Квітова Магдалена Рибарикова Дарія Касаткіна |
| 21 березня 28 березня | Маямі Open Маямі, США WTA Premier Mandatory $6,844,139 – Хард – 96S/48Q/32D Одиночний розряд – Парний розряд               | Вікторія Азаренко 6–3, 6–2                         | Світлана Кузнецова            | Тімеа Бачинскі Анджелік Кербер       | Катерина Макарова Симона Халеп Джоанна Конта Медісон Кіз        |
| 21 березня 28 березня | Маямі Open Маямі, США WTA Premier Mandatory $6,844,139 – Хард – 96S/48Q/32D Одиночний розряд – Парний розряд               | Бетані Маттек-Сендс Луціє Шафарова 6–3, 6–4        | Тімеа Бабош Ярослава Шведова  | Тімеа Бачинскі Анджелік Кербер       | Катерина Макарова Симона Халеп Джоанна Конта Медісон Кіз        |

### Квітень
| Тиждень   | Турнір | Чемпіонки                                           | Фіналістки                                 | Півфіналістки                              | Чвертьфіналістки                                                      |
| --------- | --- | --------------------------------------------------- | ------------------------------------------ | ------------------------------------------ | --------------------------------------------------------------------- |
| 4 квітня  | Charleston Open Чарлстон, США WTA Premier $753,000 – ґрунт (зелений) – 56S/32Q/16D Одиночний розряд – Парний розряд               | Слоун Стівенс 7–6(7–4), 6–2                         | Олена Весніна                              | Анджелік Кербер Сара Еррані                | Ірина-Камелія Бегу Дарія Касаткіна Юлія Путінцева Лаура Зігемунд      |
| 4 квітня  | Charleston Open Чарлстон, США WTA Premier $753,000 – ґрунт (зелений) – 56S/32Q/16D Одиночний розряд – Парний розряд               | Каролін Гарсія Крістіна Младенович 6–2, 7–5         | Бетані Маттек-Сендс Луціє Шафарова         | Анджелік Кербер Сара Еррані                | Ірина-Камелія Бегу Дарія Касаткіна Юлія Путінцева Лаура Зігемунд      |
| 4 квітня  | Katowice Open Катовиці, Польща WTA International $250,000 – Хард (п) – 32S/32Q/16D Одиночний розряд – Парний розряд               | Домініка Цібулкова 6–4, 6–0                         | Каміла Джорджі                             | Олена Остапенко Полін Пармантьє            | Тімеа Бабош Кірстен Фліпкенс Франческа Ск'явоне Магда Лінетт          |
| 4 квітня  | Katowice Open Катовиці, Польща WTA International $250,000 – Хард (п) – 32S/32Q/16D Одиночний розряд – Парний розряд               | Ері Нодзумі Мію Като 3–6, 7–5, [10–8]               | Валентина Івахненко Марина Мельникова      | Олена Остапенко Полін Пармантьє            | Тімеа Бабош Кірстен Фліпкенс Франческа Ск'явоне Магда Лінетт          |
| 11 квітня | Півфінал Кубка Федерації Люцерн, Швейцарія – Хард (п) Трелазе, Франція – ґрунт (п)                                                | Перемогли в півфіналах Чехія 3–2 Франція 3–2        | Програли в півфіналах Швейцарія Нідерланди |                                            |                                                                       |
| 11 квітня | Copa Colsanitas Богота, Колумбія WTA International $250,000 – ґрунт – 32S/24Q/16D Одиночний розряд – Парний розряд                | Ірина Фалконі 6–2, 2–6, 6–4                         | Сільвія Солер Еспіноза                     | Паула Крістіна Гонсалвеш Лара Арруабаррена | Олександра Панова Амра Садікович Сачія Вікері Каталіна Пелла          |
| 11 квітня | Copa Colsanitas Богота, Колумбія WTA International $250,000 – ґрунт – 32S/24Q/16D Одиночний розряд – Парний розряд                | Лара Арруабаррена Татьяна Марія 6–2, 4–6, [10–8]    | Габріела Се Андреа Гаміс                   | Паула Крістіна Гонсалвеш Лара Арруабаррена | Олександра Панова Амра Садікович Сачія Вікері Каталіна Пелла          |
| 18 квітня | Відкритий чемпіонат Штутгарта Штутгарт, Німеччина WTA Premier $759,000 – ґрунт (п) – 28S/32Q/16D Одиночний розряд – Парний розряд | Анджелік Кербер 6–4, 6–0                            | Лаура Зігемунд                             | Агнешка Радванська Петра Квітова           | Кароліна Плішкова Роберта Вінчі Гарбінє Мугуруса Карла Суарес Наварро |
| 18 квітня | Відкритий чемпіонат Штутгарта Штутгарт, Німеччина WTA Premier $759,000 – ґрунт (п) – 28S/32Q/16D Одиночний розряд – Парний розряд | Каролін Гарсія Крістіна Младенович 2–6, 6–1, [10–6] | Мартіна Хінгіс Саня Мірза                  | Агнешка Радванська Петра Квітова           | Кароліна Плішкова Роберта Вінчі Гарбінє Мугуруса Карла Суарес Наварро |
| 18 квітня | Стамбул Cup Стамбул, Туреччина WTA International $250,000 – ґрунт – 32S/24Q/16D Одиночний розряд – Парний розряд                  | Чагла Бююкакчай 3–6, 6–2, 6–3                       | Данка Ковінич                              | Катерина Козлова Штефані Феґеле            | Марія Саккарі Анастасія Севастова Нао Хібіно Крістіна Кучова          |
| 18 квітня | Стамбул Cup Стамбул, Туреччина WTA International $250,000 – ґрунт – 32S/24Q/16D Одиночний розряд – Парний розряд                  | Андрея Міту Іпек Сойлу Walkover                     | Ксенія Нолл Данка Ковінич                  | Катерина Козлова Штефані Феґеле            | Марія Саккарі Анастасія Севастова Нао Хібіно Крістіна Кучова          |
| 25 квітня | Morocco Open Рабат, Марокко WTA International $250,000 – ґрунт – 32S/32Q/16D Одиночний розряд – Парний розряд                     | Тімеа Бачинскі 6–2, 6–1                             | Марина Еракович                            | Тімеа Бабош Кікі Бертенс                   | Юганна Ларссон Полін Пармантьє Юлія Путінцева Александра Крунич       |
| 25 квітня | Morocco Open Рабат, Марокко WTA International $250,000 – ґрунт – 32S/32Q/16D Одиночний розряд – Парний розряд                     | Ксенія Нолл Александра Крунич 6–3, 6–0              | Татьяна Марія Ралука Олару                 | Тімеа Бабош Кікі Бертенс                   | Юганна Ларссон Полін Пармантьє Юлія Путінцева Александра Крунич       |
| 25 квітня | Prague Open Прага, Чехія WTA International $500,000 – ґрунт – 32S/32Q/16D Одиночний розряд – Парний розряд                        | Луціє Шафарова 3–6, 6–1, 6–4                        | Саманта Стосур                             | Світлана Кузнецова Кароліна Плішкова       | Моніка Пуїг Барбора Заглавова-Стрицова Каміла Джорджі Сє Шувей        |
| 25 квітня | Prague Open Прага, Чехія WTA International $500,000 – ґрунт – 32S/32Q/16D Одиночний розряд – Парний розряд                        | Маргарита Гаспарян Андреа Главачкова 6–4, 6–2       | Марія Ірігоєн Паула Каня                   | Світлана Кузнецова Кароліна Плішкова       | Моніка Пуїг Барбора Заглавова-Стрицова Каміла Джорджі Сє Шувей        |

### Травень
| Тиждень          | Турнір | Чемпіонки                                              | Фіналістки                      | Півфіналістки                       | Чвертьфіналістки                                                        |
| ---------------- | --- | ------------------------------------------------------ | ------------------------------- | ----------------------------------- | ----------------------------------------------------------------------- |
| 1 травня         | Мадрид Open Мадрид, Іспанія WTA Premier Mandatory €5,300,951 – ґрунт – 64S/32Q/28D Одиночний розряд – Парний розряд                                     | Симона Халеп 6–2, 6–4                                  | Домініка Цібулкова              | Луїза Чиріко Саманта Стосур         | Сорана Кирстя Дарія Гаврилова Ірина-Камелія Бегу Патрісія Марія Тіг     |
| 1 травня         | Мадрид Open Мадрид, Іспанія WTA Premier Mandatory €5,300,951 – ґрунт – 64S/32Q/28D Одиночний розряд – Парний розряд                                     | Каролін Гарсія Крістіна Младенович 6–4, 6–4            | Мартіна Хінгіс Саня Мірза       | Луїза Чиріко Саманта Стосур         | Сорана Кирстя Дарія Гаврилова Ірина-Камелія Бегу Патрісія Марія Тіг     |
| 9 травня         | Відкритий чемпіонат Італії Рим, Італія WTA Premier 5 €2,900,360 – ґрунт – 56S/32Q/28D Одиночний розряд – Парний розряд                                  | Серена Вільямс 7–6(7–5), 6–3                           | Медісон Кіз                     | Ірина-Камелія Бегу Гарбінє Мугуруса | Світлана Кузнецова Місакі Дой Тімеа Бачинскі Барбора Заглавова-Стрицова |
| 9 травня         | Відкритий чемпіонат Італії Рим, Італія WTA Premier 5 €2,900,360 – ґрунт – 56S/32Q/28D Одиночний розряд – Парний розряд                                  | Мартіна Хінгіс Саня Мірза 6–1, 6–7(5–7), [10–3]        | Катерина Макарова Олена Весніна | Ірина-Камелія Бегу Гарбінє Мугуруса | Світлана Кузнецова Місакі Дой Тімеа Бачинскі Барбора Заглавова-Стрицова |
| 16 травня        | Internationaux de Strasbourg Страсбург, Франція WTA International $250,000 – ґрунт – 32S/24Q/16D Одиночний розряд – Парний розряд                       | Каролін Гарсія 6–4, 6–1                                | Міряна Лучич-Бароні             | Віржіні Раззано Крістіна Младенович | Олена Весніна Саманта Стосур Алла Кудрявцева Полін Пармантьє            |
| 16 травня        | Internationaux de Strasbourg Страсбург, Франція WTA International $250,000 – ґрунт – 32S/24Q/16D Одиночний розряд – Парний розряд                       | Анабель Медіна Гаррігес Аранча Парра Сантонха 6–2, 6–0 | Марія Ірігоєн Лян Чень          | Віржіні Раззано Крістіна Младенович | Олена Весніна Саманта Стосур Алла Кудрявцева Полін Пармантьє            |
| 16 травня        | Nuremberg Cup Нюрнберг, Німеччина WTA International $250,000 – ґрунт – 32S/24Q/16D Одиночний розряд – Парний розряд                                     | Кікі Бертенс 6–2, 6–2                                  | Маріана Дуке-Маріньо            | Юлія Гергес Анніка Бек              | Ірина Фалконі Леся Цуренко Анна-Лена Фрідзам Варвара Лепченко           |
| 16 травня        | Nuremberg Cup Нюрнберг, Німеччина WTA International $250,000 – ґрунт – 32S/24Q/16D Одиночний розряд – Парний розряд                                     | Кікі Бертенс Юганна Ларссон 6–3, 6–4                   | Аояма Сюко Рената Ворачова      | Юлія Гергес Анніка Бек              | Ірина Фалконі Леся Цуренко Анна-Лена Фрідзам Варвара Лепченко           |
| 23 травня May 30 | Відкритий чемпіонат Франції Париж, Франція Великий шолом €14,712,000 – ґрунт 128S/96Q/64D/32X Одиночний розряд – Парний розряд – Змішаний парний розряд | Гарбінє Мугуруса 7–5, 6–4                              | Серена Вільямс                  | Кікі Бертенс Саманта Стосур         | Юлія Путінцева Тімеа Бачинскі Шелбі Роджерс Цветана Піронкова           |
| 23 травня May 30 | Відкритий чемпіонат Франції Париж, Франція Великий шолом €14,712,000 – ґрунт 128S/96Q/64D/32X Одиночний розряд – Парний розряд – Змішаний парний розряд | Каролін Гарсія Крістіна Младенович 6–3, 2–6, 6–4       | Катерина Макарова Олена Весніна | Кікі Бертенс Саманта Стосур         | Юлія Путінцева Тімеа Бачинскі Шелбі Роджерс Цветана Піронкова           |
| 23 травня May 30 | Відкритий чемпіонат Франції Париж, Франція Великий шолом €14,712,000 – ґрунт 128S/96Q/64D/32X Одиночний розряд – Парний розряд – Змішаний парний розряд | Мартіна Хінгіс Леандер Паес 4–6, 6–4, [10–8]           | Саня Мірза Іван Додіг           | Кікі Бертенс Саманта Стосур         | Юлія Путінцева Тімеа Бачинскі Шелбі Роджерс Цветана Піронкова           |

### Червень
| Тиждень           | Турнір | Чемпіонки                                                  | Фіналістки                       | Півфіналістки                      | Чвертьфіналістки                                                        |
| ----------------- | --- | ---------------------------------------------------------- | -------------------------------- | ---------------------------------- | ----------------------------------------------------------------------- |
| 6 червня          | Відкритий чемпіонат Ноттінгема Ноттінгем, Велика Британія WTA International $250,000 – Трава – 32S/32Q/16D Одиночний розряд – Парний розряд       | Кароліна Плішкова 7–6(10–8), 7–5                           | Алісон Ріск                      | Моніка Пуїг Чжен Сайсай            | Ешлі Барті Таміра Пашек Анетт Контавейт Тара Мур                        |
| 6 червня          | Відкритий чемпіонат Ноттінгема Ноттінгем, Велика Британія WTA International $250,000 – Трава – 32S/32Q/16D Одиночний розряд – Парний розряд       | Андреа Главачкова Пен Шуай 7–5, 3–6, [10–7]                | Габріела Дабровскі Ян Чжаосюань  | Моніка Пуїг Чжен Сайсай            | Ешлі Барті Таміра Пашек Анетт Контавейт Тара Мур                        |
| 6 червня          | Rosmalen Трава Court Championships 'с-Гертогенбос, Нідерланди WTA International $250,000 – Трава – 32S/24Q/16D Одиночний розряд – Парний розряд   | Коко Вандевей 7–5, 7–5                                     | Крістіна Младенович              | Белінда Бенчич Медісон Бренгл      | Вікторія Голубич Елізе Мартенс Катерина Козлова Євгенія Родіна          |
| 6 червня          | Rosmalen Трава Court Championships 'с-Гертогенбос, Нідерланди WTA International $250,000 – Трава – 32S/24Q/16D Одиночний розряд – Парний розряд   | Оксана Калашникова Ярослава Шведова 6–1, 6–1               | Ксенія Нолл Александра Крунич    | Белінда Бенчич Медісон Бренгл      | Вікторія Голубич Елізе Мартенс Катерина Козлова Євгенія Родіна          |
| 13 червня         | Birmingham Classic Бірмінгем, Велика Британія WTA Premier $846,000 – Трава – 32S/32Q/16D Одиночний розряд – Парний розряд                         | Медісон Кіз 6–3, 6–4                                       | Барбора Заглавова-Стрицова       | Коко Вандевей Карла Суарес Наварро | Яніна Вікмаєр Цветана Піронкова Олена Остапенко Анджелік Кербер         |
| 13 червня         | Birmingham Classic Бірмінгем, Велика Британія WTA Premier $846,000 – Трава – 32S/32Q/16D Одиночний розряд – Парний розряд                         | Кароліна Плішкова Барбора Заглавова-Стрицова 6–3, 7–6(7–1) | Ваня Кінґ Алла Кудрявцева        | Коко Вандевей Карла Суарес Наварро | Яніна Вікмаєр Цветана Піронкова Олена Остапенко Анджелік Кербер         |
| 13 червня         | Mallorca Open Санта-Понса, Іспанія WTA International $250,000 – Трава – 32S/32Q/16D Одиночний розряд – Парний розряд                              | Каролін Гарсія 6–3, 6–4                                    | Анастасія Севастова              | Кірстен Фліпкенс Єлена Янкович     | Вероніка Сепеде Ройг Ана Іванович Маріана Дуке-Маріньо Сорана Кирстя    |
| 13 червня         | Mallorca Open Санта-Понса, Іспанія WTA International $250,000 – Трава – 32S/32Q/16D Одиночний розряд – Парний розряд                              | Габріела Дабровскі Марія Хосе Мартінес Санчес 6–4, 6–2     | Анна-Лена Фрідзам Лаура Зігемунд | Кірстен Фліпкенс Єлена Янкович     | Вероніка Сепеде Ройг Ана Іванович Маріана Дуке-Маріньо Сорана Кирстя    |
| 20 червня         | Eastbourne International Істборн, Велика Британія WTA Premier $776,878 – Трава – 48S/32Q/16D Одиночний розряд – Парний розряд                     | Домініка Цібулкова 7–5, 6–3                                | Кароліна Плішкова                | Моніка Пуїг Джоанна Конта          | Агнешка Радванська Крістіна Младенович Олена Весніна Катерина Макарова  |
| 20 червня         | Eastbourne International Істборн, Велика Британія WTA Premier $776,878 – Трава – 48S/32Q/16D Одиночний розряд – Парний розряд                     | Дарія Юрак Анастасія Родіонова 5–7, 7–6(7–4), [10–6]       | Чжань Хаоцін Чжань Юнжань        | Моніка Пуїг Джоанна Конта          | Агнешка Радванська Крістіна Младенович Олена Весніна Катерина Макарова  |
| 27 червня 4 липня | Вімблдон Лондон, Велика Британія Великий шолом £12,983,000 – Трава 128S/96Q/64D/16Q/48X Одиночний розряд – Парний розряд – Змішаний парний розряд | Серена Вільямс 7–5, 6–3                                    | Анджелік Кербер                  | Олена Весніна Вінус Вільямс        | Анастасія Павлюченкова Домініка Цібулкова Симона Халеп Ярослава Шведова |
| 27 червня 4 липня | Вімблдон Лондон, Велика Британія Великий шолом £12,983,000 – Трава 128S/96Q/64D/16Q/48X Одиночний розряд – Парний розряд – Змішаний парний розряд | Серена Вільямс Вінус Вільямс 6–3, 6–4                      | Тімеа Бабош Ярослава Шведова     | Олена Весніна Вінус Вільямс        | Анастасія Павлюченкова Домініка Цібулкова Симона Халеп Ярослава Шведова |
| 27 червня 4 липня | Вімблдон Лондон, Велика Британія Великий шолом £12,983,000 – Трава 128S/96Q/64D/16Q/48X Одиночний розряд – Парний розряд – Змішаний парний розряд | Гезер Вотсон Генрі Контінен 7–6(7–5), 6–4                  | Анна-Лена Гренефельд Роберт Фара | Олена Весніна Вінус Вільямс        | Анастасія Павлюченкова Домініка Цібулкова Симона Халеп Ярослава Шведова |

### Липень
| Тиждень  | Турнір | Чемпіонки                                      | Фіналістки                                  | Півфіналістки                   | Чвертьфіналістки                                                        |
| -------- | --- | ---------------------------------------------- | ------------------------------------------- | ------------------------------- | ----------------------------------------------------------------------- |
| 11 липня | Відкритий чемпіонат Бухареста Бухарест, Румунія WTA International $250,000 – ґрунт – 32S/32Q/16D Одиночний розряд – Парний розряд | Симона Халеп 6–0, 6–0                          | Анастасія Севастова                         | Ваня Кінґ Лаура Зігемунд        | Данка Ковінич Полін Пармантьє Полона Герцог Сара Еррані                 |
| 11 липня | Відкритий чемпіонат Бухареста Бухарест, Румунія WTA International $250,000 – ґрунт – 32S/32Q/16D Одиночний розряд – Парний розряд | Джессіка Мур Варатчая Вонгтінчай 6–3, 7–6(7–5) | Александра Каданцу Катажина Пітер           | Ваня Кінґ Лаура Зігемунд        | Данка Ковінич Полін Пармантьє Полона Герцог Сара Еррані                 |
| 11 липня | Ladies Championship Gstaad Гштаад, Швейцарія WTA International $250,000 – ґрунт – 32S/24Q/16D Одиночний розряд – Парний розряд    | Вікторія Голубич 4–6, 6–3, 6–4                 | Кікі Бертенс                                | Тімеа Бачинскі Rebeka Masarova  | Юганна Ларссон Ірина Хромачова Каріна Віттгефт Анніка Бек               |
| 11 липня | Ladies Championship Gstaad Гштаад, Швейцарія WTA International $250,000 – ґрунт – 32S/24Q/16D Одиночний розряд – Парний розряд    | Лара Арруабаррена Ксенія Нолл 6–1, 3–6, [10–8] | Анніка Бек Євгенія Родіна                   | Тімеа Бачинскі Rebeka Masarova  | Юганна Ларссон Ірина Хромачова Каріна Віттгефт Анніка Бек               |
| 18 липня | Stanford Classic Стенфорд , США WTA Premier $846,000 – Хард – 28S/16Q/16D Одиночний розряд – Парний розряд                        | Джоанна Конта 7–5, 5–7, 6–2                    | Вінус Вільямс                               | Алісон Ріск Домініка Цібулкова  | Кетрін Белліс Коко Вандевей Чжен Сайсай Місакі Дой                      |
| 18 липня | Stanford Classic Стенфорд , США WTA Premier $846,000 – Хард – 28S/16Q/16D Одиночний розряд – Парний розряд                        | Ракель Атаво Абігейл Спірс 6–3, 6–4            | Дарія Юрак Анастасія Родіонова              | Алісон Ріск Домініка Цібулкова  | Кетрін Белліс Коко Вандевей Чжен Сайсай Місакі Дой                      |
| 18 липня | Swedish Open Бостад, Швеція WTA International $250,000 – ґрунт – 32S/24Q/16D Одиночний розряд – Парний розряд                     | Лаура Зігемунд 7–5, 6–1                        | Катержина Сінякова                          | Юлія Гергес Юганна Ларссон      | Лара Арруабаррена Карін Кнапп Анніка Бек Сара Еррані                    |
| 18 липня | Swedish Open Бостад, Швеція WTA International $250,000 – ґрунт – 32S/24Q/16D Одиночний розряд – Парний розряд                     | Андрея Міту Аліція Росольська 6–3, 7–5         | Леслі Керкгове Морозова Лідія Олександрівна | Юлія Гергес Юганна Ларссон      | Лара Арруабаррена Карін Кнапп Анніка Бек Сара Еррані                    |
| 18 липня | Відкритий чемпіонат Вашингтона Вашингтон, США WTA International $250,000 – Хард – 32S/16Q/16D Одиночний розряд – Парний розряд    | Яніна Вікмаєр 6–4, 6–2                         | Лорен Девіс                                 | Джессіка Пегула Юлія Путінцева  | Саманта Стосур Каміла Джорджі Крістіна Младенович Одзакі Ріса           |
| 18 липня | Відкритий чемпіонат Вашингтона Вашингтон, США WTA International $250,000 – Хард – 32S/16Q/16D Одиночний розряд – Парний розряд    | Моніка Нікулеску Яніна Вікмаєр 6–4, 6–3        | Аояма Сюко Одзакі Ріса                      | Джессіка Пегула Юлія Путінцева  | Саманта Стосур Каміла Джорджі Крістіна Младенович Одзакі Ріса           |
| 25 липня | Відкритий чемпіонат Канади Монреаль, Канада WTA Premier 5 $2,714,413 – Хард – 56S/48Q/28D Одиночний розряд – Парний розряд        | Симона Халеп 7–6(7–2), 6–3                     | Медісон Кіз                                 | Крістіна Кучова Анджелік Кербер | Джоанна Конта Анастасія Павлюченкова Світлана Кузнецова Дарія Касаткіна |
| 25 липня | Відкритий чемпіонат Канади Монреаль, Канада WTA Premier 5 $2,714,413 – Хард – 56S/48Q/28D Одиночний розряд – Парний розряд        | Катерина Макарова Олена Весніна 6–3, 7–6(7–5)  | Симона Халеп Моніка Нікулеску               | Крістіна Кучова Анджелік Кербер | Джоанна Конта Анастасія Павлюченкова Світлана Кузнецова Дарія Касаткіна |

### Серпень
| Тиждень             | Турнір | Чемпіонки                                             | Фіналістки                         | Півфіналістки                                      | Півфіналістки                     | Чвертьфіналістки                                                       |
| ------------------- | --- | ----------------------------------------------------- | ---------------------------------- | -------------------------------------------------- | --------------------------------- | ---------------------------------------------------------------------- |
| 1 серпня            | Brasil Tennis Cup Florianópolis, Бразилія WTA International $250,000 – Хард – 32S/24Q/16D Одиночний розряд – Парний розряд                          | Ірина-Камелія Бегу 2–6, 6–4, 6–3                      | Тімеа Бабош                        | Ана Богдан Моніка Пуїг                             | Ана Богдан Моніка Пуїг            | Людмила Кіченок Олена Остапенко Наомі Осака Нао Хібіно                 |
| 1 серпня            | Brasil Tennis Cup Florianópolis, Бразилія WTA International $250,000 – Хард – 32S/24Q/16D Одиночний розряд – Парний розряд                          | Людмила Кіченок Надія Кіченок 6–3, 6–1                | Тімеа Бабош Река Луца Яні          | Ана Богдан Моніка Пуїг                             | Ана Богдан Моніка Пуїг            | Людмила Кіченок Олена Остапенко Наомі Осака Нао Хібіно                 |
| 1 серпня            | Jiangxi Open Наньчан, Китай WTA International $250,000 – Хард – 32S/24Q/16D Одиночний розряд – Парний розряд                                        | Дуань Інін 1–6, 6–4, 6–2                              | Ваня Кінґ                          | Одзакі Ріса Еґуті Міса                             | Одзакі Ріса Еґуті Міса            | Франческа Ск'явоне Чжан Кайлінь Лю Фанчжоу Курумі Нара                 |
| 1 серпня            | Jiangxi Open Наньчан, Китай WTA International $250,000 – Хард – 32S/24Q/16D Одиночний розряд – Парний розряд                                        | Лян Чень Лу Цзінцзін 3–6, 7–6(7–2), [13–11]           | Аояма Сюко Ніномія Макото          | Одзакі Ріса Еґуті Міса                             | Одзакі Ріса Еґуті Міса            | Франческа Ск'явоне Чжан Кайлінь Лю Фанчжоу Курумі Нара                 |
| 8 серпня            | Літні Олімпійські ігри Ріо-де-Жанейро, Бразилія Літні Олімпійські ігри Hard – 64S/32D/16X Одиночний розряд – Парний розряд – Змішаний парний розряд | Золото                                                | Срібло                             | Бронза                                             | Четверте місце                    | Чвертьфіналістки                                                       |
| 8 серпня            | Літні Олімпійські ігри Ріо-де-Жанейро, Бразилія Літні Олімпійські ігри Hard – 64S/32D/16X Одиночний розряд – Парний розряд – Змішаний парний розряд | Моніка Пуїг 6–4, 4–6, 6–1                             | Анджелік Кербер                    | Петра Квітова 7–5, 2–6, 6–2                        | Медісон Кіз                       | Еліна Світоліна Лаура Зігемунд Дарія Касаткіна Джоанна Конта           |
| 8 серпня            | Літні Олімпійські ігри Ріо-де-Жанейро, Бразилія Літні Олімпійські ігри Hard – 64S/32D/16X Одиночний розряд – Парний розряд – Змішаний парний розряд | Катерина Макарова Олена Весніна 6–4, 6–4              | Тімеа Бачинскі Мартіна Хінгіс      | Луціє Шафарова Барбора Заглавова-Стрицова 7–5, 6–1 | Андреа Главачкова Луціє Градецька | Еліна Світоліна Лаура Зігемунд Дарія Касаткіна Джоанна Конта           |
| 8 серпня            | Літні Олімпійські ігри Ріо-де-Жанейро, Бразилія Літні Олімпійські ігри Hard – 64S/32D/16X Одиночний розряд – Парний розряд – Змішаний парний розряд | Бетані Маттек-Сендс Джек Сок 6–7(3–7), 6–1, [10–7]    | Вінус Вільямс Ражів Рам            | Луціє Градецька Радек Штепанек 6–1, 7–5            | Саня Мірза Роган Бопанна          | Еліна Світоліна Лаура Зігемунд Дарія Касаткіна Джоанна Конта           |
| 15 серпня           | Цинциннаті Open Мейсон, США WTA Premier 5 $2,804,000 – Хард – 48S/48Q/28D Одиночний розряд – Парний розряд                                          | Кароліна Плішкова 6–3, 6–1                            | Анджелік Кербер                    | Гарбінє Мугуруса Симона Халеп                      | Гарбінє Мугуруса Симона Халеп     | Світлана Кузнецова Тімеа Бабош Агнешка Радванська Карла Суарес Наварро |
| 15 серпня           | Цинциннаті Open Мейсон, США WTA Premier 5 $2,804,000 – Хард – 48S/48Q/28D Одиночний розряд – Парний розряд                                          | Саня Мірза Барбора Заглавова-Стрицова 7–5, 6–4        | Мартіна Хінгіс Коко Вандевей       | Гарбінє Мугуруса Симона Халеп                      | Гарбінє Мугуруса Симона Халеп     | Світлана Кузнецова Тімеа Бабош Агнешка Радванська Карла Суарес Наварро |
| 22 серпня           | Connecticut Open Нью-Гейвен, США WTA Premier $761,000 – Хард – 30S/48Q/16D Одиночний розряд – Парний розряд                                         | Агнешка Радванська 6–1, 7–6(7–3)                      | Еліна Світоліна                    | Петра Квітова Юганна Ларссон                       | Петра Квітова Юганна Ларссон      | Кірстен Фліпкенс Катерина Макарова Олена Весніна Роберта Вінчі         |
| 22 серпня           | Connecticut Open Нью-Гейвен, США WTA Premier $761,000 – Хард – 30S/48Q/16D Одиночний розряд – Парний розряд                                         | Саня Мірза Моніка Нікулеску 7–5, 6–4                  | Катерина Бондаренко Чжуан Цзяжун   | Петра Квітова Юганна Ларссон                       | Петра Квітова Юганна Ларссон      | Кірстен Фліпкенс Катерина Макарова Олена Весніна Роберта Вінчі         |
| 29 серпня 5 вересня | Відкритий чемпіонат США Нью-Йорк, США Великий шолом $22,112,700 – Хард 128S/128Q/64D/32X Одиночний розряд – Парний розряд – Змішаний парний розряд  | Анджелік Кербер 6–3, 4–6, 6–4                         | Кароліна Плішкова                  | Серена Вільямс Каролін Возняцкі                    | Серена Вільямс Каролін Возняцкі   | Симона Халеп Ана Конюх Анастасія Севастова Роберта Вінчі               |
| 29 серпня 5 вересня | Відкритий чемпіонат США Нью-Йорк, США Великий шолом $22,112,700 – Хард 128S/128Q/64D/32X Одиночний розряд – Парний розряд – Змішаний парний розряд  | Бетані Маттек-Сендс Луціє Шафарова 2–6, 7–6(7–5), 6–4 | Каролін Гарсія Крістіна Младенович | Серена Вільямс Каролін Возняцкі                    | Серена Вільямс Каролін Возняцкі   | Симона Халеп Ана Конюх Анастасія Севастова Роберта Вінчі               |
| 29 серпня 5 вересня | Відкритий чемпіонат США Нью-Йорк, США Великий шолом $22,112,700 – Хард 128S/128Q/64D/32X Одиночний розряд – Парний розряд – Змішаний парний розряд  | Лаура Зігемунд Мате Павич 6–4, 6–4                    | Коко Вандевей Ражів Рам            | Серена Вільямс Каролін Возняцкі                    | Серена Вільямс Каролін Возняцкі   | Симона Халеп Ана Конюх Анастасія Севастова Роберта Вінчі               |

### Вересень
| Тиждень    | Турнір | Чемпіонки                                            | Фіналістки                            | Півфіналістки                      | Чвертьфіналістки                                                        |
| ---------- | --- | ---------------------------------------------------- | ------------------------------------- | ---------------------------------- | ----------------------------------------------------------------------- |
| 12 вересня | Турнірівоі de Québec Квебек, Канада WTA International $250,000 – Килим (i) – 32S/24Q/16D Одиночний розряд – Парний розряд             | Осеан Доден 6–4, 6–3                                 | Лорен Девіс                           | Тереза Мартінцова Джулія Босеруп   | Алла Кудрявцева Джессіка Пегула Кетрін Белліс Алісон ван Ейтванк        |
| 12 вересня | Турнірівоі de Québec Квебек, Канада WTA International $250,000 – Килим (i) – 32S/24Q/16D Одиночний розряд – Парний розряд             | Андреа Главачкова Луціє Градецька 7–6(7–2), 7–6(7–2) | Алла Кудрявцева Олександра Панова     | Тереза Мартінцова Джулія Босеруп   | Алла Кудрявцева Джессіка Пегула Кетрін Белліс Алісон ван Ейтванк        |
| 12 вересня | Japan Women's Open Токіо, Японія WTA International $250,000 – Хард – 32S/32Q/16D Одиночний розряд – Парний розряд                     | Крістіна Макгейл 3–6, 6–4, 6–4                       | Катержина Сінякова                    | Чжан Шуай Яна Чепелова             | Алісон Ріск Варвара Лепченко Курумі Нара Вікторія Голубич               |
| 12 вересня | Japan Women's Open Токіо, Японія WTA International $250,000 – Хард – 32S/32Q/16D Одиночний розряд – Парний розряд                     | Аояма Сюко Ніномія Макото 6–3, 6–3                   | Джоселін Рей Анна Сміт                | Чжан Шуай Яна Чепелова             | Алісон Ріск Варвара Лепченко Курумі Нара Вікторія Голубич               |
| 19 вересня | Pan Pacific Open Токіо, Японія WTA Premier $1,000,000 – Хард – 28S/32Q/16D Одиночний розряд – Парний розряд                           | Каролін Возняцкі 7–5, 6–3                            | Наомі Осака                           | Еліна Світоліна Агнешка Радванська | Гарбінє Мугуруса Олександра Соснович Магда Лінетт Моніка Пуїг           |
| 19 вересня | Pan Pacific Open Токіо, Японія WTA Premier $1,000,000 – Хард – 28S/32Q/16D Одиночний розряд – Парний розряд                           | Саня Мірза Барбора Заглавова-Стрицова 6–1, 6–1       | Лян Чень Ян Чжаосюань                 | Еліна Світоліна Агнешка Радванська | Гарбінє Мугуруса Олександра Соснович Магда Лінетт Моніка Пуїг           |
| 19 вересня | Korea Open Сеул, Південна Корея WTA International $250,000 – Хард – 32S/32Q/16D Одиночний розряд – Парний розряд                      | Лара Арруабаррена 6–0, 2–6, 6–0                      | Моніка Нікулеску                      | Чжан Шуай Патрісія Марія Тіг       | Яна Чепелова Каміла Джорджі Сара Соррібес Тормо Юганна Ларссон          |
| 19 вересня | Korea Open Сеул, Південна Корея WTA International $250,000 – Хард – 32S/32Q/16D Одиночний розряд – Парний розряд                      | Кірстен Фліпкенс Юганна Ларссон 6–2, 6–3             | Омае Акіко Пеангтарн Пліпич           | Чжан Шуай Патрісія Марія Тіг       | Яна Чепелова Каміла Джорджі Сара Соррібес Тормо Юганна Ларссон          |
| 19 вересня | Guangzhou International Women's Open Гуанчжоу, Китай WTA International $250,000 – Хард – 32S/24Q/16D Одиночний розряд – Парний розряд | Леся Цуренко 6–4, 3–6, 6–4                           | Єлена Янкович                         | Анетт Контавейт Ана Конюх          | Вікторія Голубич Алісон Ріск Дженніфер Брейді Сабіне Лісіцкі            |
| 19 вересня | Guangzhou International Women's Open Гуанчжоу, Китай WTA International $250,000 – Хард – 32S/24Q/16D Одиночний розряд – Парний розряд | Ейжа Мугаммад Пен Шуай 6–2, 7–6(7–3)                 | Ольга Говорцова Віра Лапко            | Анетт Контавейт Ана Конюх          | Вікторія Голубич Алісон Ріск Дженніфер Брейді Сабіне Лісіцкі            |
| 26 вересня | Wuhan Open Ухань, Китай WTA Premier 5 $2,589,000 – Хард – 56S/32Q/28D Одиночний розряд – Парний розряд                                | Петра Квітова 6–1, 6–1                               | Домініка Цібулкова                    | Симона Халеп Світлана Кузнецова    | Джоанна Конта Медісон Кіз Агнешка Радванська Барбора Заглавова-Стрицова |
| 26 вересня | Wuhan Open Ухань, Китай WTA Premier 5 $2,589,000 – Хард – 56S/32Q/28D Одиночний розряд – Парний розряд                                | Бетані Маттек-Сендс Луціє Шафарова 6–1, 6–4          | Саня Мірза Барбора Заглавова-Стрицова | Симона Халеп Світлана Кузнецова    | Джоанна Конта Медісон Кіз Агнешка Радванська Барбора Заглавова-Стрицова |
| 26 вересня | Tashkent Open Ташкент, Узбекистан WTA International $250,000 – Хард – 32S/16Q/16D Одиночний розряд – Парний розряд                    | Крістина Плішкова 6–3, 2–6, 6–3                      | Нао Хібіно                            | Катерина Козлова Деніса Аллертова  | Штефані Феґеле Ірина Хромачова Леся Цуренко Кірстен Фліпкенс            |
| 26 вересня | Tashkent Open Ташкент, Узбекистан WTA International $250,000 – Хард – 32S/16Q/16D Одиночний розряд – Парний розряд                    | Ралука Олару Іпек Сойлу 7–5, 6–3                     | Демі Схюрс Рената Ворачова            | Катерина Козлова Деніса Аллертова  | Штефані Феґеле Ірина Хромачова Леся Цуренко Кірстен Фліпкенс            |

### Жовтень
| Тиждень   | Турнір | Чемпіонки                                          | Фіналістки                          | Півфіналістки                         | Чвертьфіналістки |
| --------- | --- | -------------------------------------------------- | ----------------------------------- | ------------------------------------- | --- |
| 3 жовтня  | China Open Пекін, Китай WTA Premier Mandatory $6,289,521 – Хард – 60S/32Q/28D Одиночний розряд – Парний розряд                     | Агнешка Радванська 6–4, 6–2                        | Джоанна Конта                       | Еліна Світоліна Медісон Кіз           | Дарія Гаврилова Ярослава Шведова Чжан Шуай Петра Квітова                                                                                     |
| 3 жовтня  | China Open Пекін, Китай WTA Premier Mandatory $6,289,521 – Хард – 60S/32Q/28D Одиночний розряд – Парний розряд                     | Бетані Маттек-Сендс Луціє Шафарова 6–4, 6–4        | Каролін Гарсія Крістіна Младенович  | Еліна Світоліна Медісон Кіз           | Дарія Гаврилова Ярослава Шведова Чжан Шуай Петра Квітова                                                                                     |
| 10 жовтня | Tianjin Open Тяньдзінь, Китай WTA International $500,000 – Хард – 32S/16Q/16D Одиночний розряд – Парний розряд                     | Пен Шуай 7–6(7–3), 6–2                             | Алісон Ріск                         | Данка Ковінич Світлана Кузнецова      | Агнешка Радванська Моніка Пуїг Хань Сіньюнь Наомі Осака                                                                                      |
| 10 жовтня | Tianjin Open Тяньдзінь, Китай WTA International $500,000 – Хард – 32S/16Q/16D Одиночний розряд – Парний розряд                     | Крістіна Макгейл Пен Шуай 7–6(10–8), 6–0           | Магда Лінетт Сюй Їфань              | Данка Ковінич Світлана Кузнецова      | Агнешка Радванська Моніка Пуїг Хань Сіньюнь Наомі Осака                                                                                      |
| 10 жовтня | Hong Kong Open Гонконг WTA International $250,000 – Хард – 32S/32Q/16D Одиночний розряд – Парний розряд                            | Каролін Возняцкі 6–1, 6–7(4–7), 6–2                | Крістіна Младенович                 | Дарія Гаврилова Єлена Янкович         | Анджелік Кербер Бетані Маттек-Сендс Ван Цян Алізе Корне                                                                                      |
| 10 жовтня | Hong Kong Open Гонконг WTA International $250,000 – Хард – 32S/32Q/16D Одиночний розряд – Парний розряд                            | Чжань Хаоцін Чжань Юнжань 6–3, 6–1                 | Наомі Броді Гезер Вотсон            | Дарія Гаврилова Єлена Янкович         | Анджелік Кербер Бетані Маттек-Сендс Ван Цян Алізе Корне                                                                                      |
| 10 жовтня | Linz Open Лінц, Австрія WTA International $250,000 – Хард (п) – 32S/32Q/16D Одиночний розряд – Парний розряд                       | Домініка Цібулкова 6–3, 7–5                        | Вікторія Голубич                    | Медісон Кіз Карла Суарес Наварро      | Гарбінє Мугуруса Осеан Доден Деніса Аллертова Анастасія Павлюченкова                                                                         |
| 10 жовтня | Linz Open Лінц, Австрія WTA International $250,000 – Хард (п) – 32S/32Q/16D Одиночний розряд – Парний розряд                       | Кікі Бертенс Юганна Ларссон 4–6, 6–2, [10–7]       | Анна-Лена Гренефельд Квета Пешке    | Медісон Кіз Карла Суарес Наварро      | Гарбінє Мугуруса Осеан Доден Деніса Аллертова Анастасія Павлюченкова                                                                         |
| 17 жовтня | Кубок Кремля Москва, Росія WTA Premier $823,888 – Хард (п) – 28S/32Q/16D Одиночний розряд – Парний розряд                          | Світлана Кузнецова 6–2, 6–1                        | Дарія Гаврилова                     | Еліна Світоліна Юлія Гергес           | Тімеа Бабош Ана Конюх Дарія Касаткіна Анастасія Павлюченкова                                                                                 |
| 17 жовтня | Кубок Кремля Москва, Росія WTA Premier $823,888 – Хард (п) – 28S/32Q/16D Одиночний розряд – Парний розряд                          | Андреа Главачкова Луціє Градецька 4–6, 6–0, [10–7] | Дарія Гаврилова Дарія Касаткіна     | Еліна Світоліна Юлія Гергес           | Тімеа Бабош Ана Конюх Дарія Касаткіна Анастасія Павлюченкова                                                                                 |
| 17 жовтня | Luxembourg Open Люксембург, Люксембург WTA International $250,000 – Хард (п) – 32S/32Q/16D Одиночний розряд – Парний розряд        | Моніка Нікулеску 6–4, 6–0                          | Петра Квітова                       | Лорен Девіс Кікі Бертенс              | Юганна Ларссон Андреа Петкович Деніса Аллертова Каролін Возняцкі                                                                             |
| 17 жовтня | Luxembourg Open Люксембург, Люксембург WTA International $250,000 – Хард (п) – 32S/32Q/16D Одиночний розряд – Парний розряд        | Кікі Бертенс Юганна Ларссон 4–6, 7–5, [11–9]       | Моніка Нікулеску Патрісія Марія Тіг | Лорен Девіс Кікі Бертенс              | Юганна Ларссон Андреа Петкович Деніса Аллертова Каролін Возняцкі                                                                             |
| 24 жовтня | Фінал WTA Сінгапур Чемпіонат закінчення року $7,000,000 – Хард (п) – 8S (RR)/8D Одиночний розряд – Парний розряд                   | Домініка Цібулкова 6–3, 6–4                        | Анджелік Кербер                     | Агнешка Радванська Світлана Кузнецова | Круговий турнір Симона Халеп Медісон Кіз Кароліна Плішкова Гарбінє Мугуруса                                                                  |
| 24 жовтня | Фінал WTA Сінгапур Чемпіонат закінчення року $7,000,000 – Хард (п) – 8S (RR)/8D Одиночний розряд – Парний розряд                   | Катерина Макарова Олена Весніна 7–6(7–5), 6–3      | Бетані Маттек-Сендс Луціє Шафарова  | Агнешка Радванська Світлана Кузнецова | Круговий турнір Симона Халеп Медісон Кіз Кароліна Плішкова Гарбінє Мугуруса                                                                  |
| 31 жовтня | WTA Elite Trophy Чжухай, Китай Чемпіонат закінчення року $2,214,500 – Хард (п) – 12S (RR)/6D (RR) Одиночний розряд – Парний розряд | Петра Квітова 6–4, 6–2                             | Еліна Світоліна                     | Джоанна Конта Чжан Шуай               | Круговий турнір Каролін Гарсія Саманта Стосур Тімеа Бачинскі Тімеа Бабош Барбора Заглавова-Стрицова Роберта Вінчі Олена Весніна Кікі Бертенс |
| 31 жовтня | WTA Elite Trophy Чжухай, Китай Чемпіонат закінчення року $2,214,500 – Хард (п) – 12S (RR)/6D (RR) Одиночний розряд – Парний розряд | Іпек Сойлу Сюй Їфань 6–4, 3–6, [10–7]              | Ян Чжаосюань You Xiaodi             | Джоанна Конта Чжан Шуай               | Круговий турнір Каролін Гарсія Саманта Стосур Тімеа Бачинскі Тімеа Бабош Барбора Заглавова-Стрицова Роберта Вінчі Олена Весніна Кікі Бертенс |

### Листопад
| Тиждень         | Турнір                                              | Чемпіонки   | Фіналістки | Півфіналістки | Чвертьфіналістки |
| --------------- | --------------------------------------------------- | ----------- | ---------- | ------------- | ---------------- |
| 12–13 листопада | Фінал Кубка Федерації Страсбург, Франція – Хард (п) | Чехія · 3–2 | Франція    |               |                  |

## Статистична інформація
Ці таблиці показують кількість виграних турнірів кожною окремою гравчинею та представницями різних країн. Враховані одиночні (S), парні (D) та змішані (X) титули на турнірах усіх рівнів: Великий шолом, тенісні змагання на літніх Олімпійських іграх у Ріо-де-Жанейро, чемпіонати закінчення сезону (Чемпіонат Туру WTA і Турнір of Champions), Турніри WTA Premier (Premier Mandatory, Premier 5 і звичайні Premier), а також Турніри WTA International. Гравчинь і країни розподілено за такими показниками:
1. Загальна кількість титулів (титул в парному розряді, виграний двома тенісистками, які представляють одну й ту саму країну, зараховано як  лише один виграш для країни);
2. Сумарна цінність усіх виграних титулів (одна перемога на турнірі Великого шолома, дорівнює двом перемогам на турнірі Premier Mandatory/Premier 5, одна перемога на чемпіонаті закінчення сезону дорівнює півтора перемогам на Premier Mandatory/Premier 5, одна перемога на Mandatory/Premier 5 дорівнює двом перемогам на звичайних Premier, одна перемога на Олімпійських іграх дорівнює півтори перемоги на Premier, одна перемога на Premier дорівнює двом перемогам на International);
3. Ієрархія розрядів: одиночний > парний > змішаний;
4. Алфавітний порядок (для гравчинь за прізвищем).

### Легенда
| Турніри Великого шолома      |
| Літні Олімпійські ігри       |
| Чемпіонати закінчення сезону |
| WTA Premier Mandatory        |
| WTA Premier 5                |
| WTA Premier                  |
| WTA International            |

### Титули окремих гравчинь
| Загалом | Гравчиня                         | S | D | X | S | D | X | S | D | S | D | S | D | S | D | S | D | S | D | X |
| ------- | -------------------------------- | - | - | - | - | - | - | - | - | - | - | - | - | - | - | - | - | - | - | - |
| 8       | Саня Мірза (IND)                 |   | ● |   |   |   |   |   |   |   |   |   | ● |   | ● |   |   | 0 | 8 | 0 |
| 6       | Мартіна Хінгіс (SUI)             |   | ● | ● |   |   |   |   |   |   |   |   | ● |   | ● |   |   | 0 | 5 | 1 |
| 6       | Бетані Маттек-Сендс (USA)        |   | ● |   |   |   | ● |   |   |   | ● |   | ● |   |   |   |   | 0 | 5 | 1 |
| 6       | Каролін Гарсія (FRA)             |   | ● |   |   |   |   |   |   |   | ● |   |   |   | ● | ● |   | 2 | 4 | 0 |
| 5       | Луціє Шафарова (CZE)             |   | ● |   |   |   |   |   |   |   | ● |   | ● |   |   | ● |   | 1 | 4 | 0 |
| 4       | Крістіна Младенович (FRA)        |   | ● |   |   |   |   |   |   |   | ● |   |   |   | ● |   |   | 0 | 4 | 0 |
| 4       | Олена Весніна (RUS)              |   |   | ● |   | ● |   |   | ● |   |   |   | ● |   |   |   |   | 0 | 3 | 1 |
| 4       | Домініка Цібулкова (SVK)         |   |   |   |   |   |   | ● |   |   |   |   |   | ● |   | ● |   | 4 | 0 | 0 |
| 4       | Моніка Нікулеску (ROU)           |   |   |   |   |   |   |   |   |   |   |   |   |   | ● | ● | ● | 1 | 3 | 0 |
| 4       | Андреа Главачкова (CZE)          |   |   |   |   |   |   |   |   |   |   |   |   |   | ● |   | ● | 0 | 4 | 0 |
| 4       | Кікі Бертенс (NED)               |   |   |   |   |   |   |   |   |   |   |   |   |   |   | ● | ● | 1 | 3 | 0 |
| 4       | Пен Шуай (CHN)                   |   |   |   |   |   |   |   |   |   |   |   |   |   |   | ● | ● | 1 | 3 | 0 |
| 4       | Юганна Ларссон (SWE)             |   |   |   |   |   |   |   |   |   |   |   |   |   |   |   | ● | 0 | 4 | 0 |
| 3       | Анджелік Кербер (GER)            | ● |   |   |   |   |   |   |   |   |   |   |   | ● |   |   |   | 3 | 0 | 0 |
| 3       | Серена Вільямс (USA)             | ● | ● |   |   |   |   |   |   |   |   | ● |   |   |   |   |   | 2 | 1 | 0 |
| 3       | Катерина Макарова (RUS)          |   |   |   |   | ● |   |   | ● |   |   |   | ● |   |   |   |   | 0 | 3 | 0 |
| 3       | Іпек Сойлу (TUR)                 |   |   |   |   |   |   |   | ● |   |   |   |   |   |   |   | ● | 0 | 3 | 0 |
| 3       | Вікторія Азаренко (BLR)          |   |   |   |   |   |   |   |   | ● |   |   |   | ● |   |   |   | 3 | 0 | 0 |
| 3       | Симона Халеп (ROU)               |   |   |   |   |   |   |   |   | ● |   | ● |   |   |   | ● |   | 3 | 0 | 0 |
| 3       | Агнешка Радванська (POL)         |   |   |   |   |   |   |   |   | ● |   |   |   | ● |   | ● |   | 3 | 0 | 0 |
| 3       | Кароліна Плішкова (CZE)          |   |   |   |   |   |   |   |   |   |   | ● |   |   | ● | ● |   | 2 | 1 | 0 |
| 3       | Барбора Заглавова-Стрицова (CZE) |   |   |   |   |   |   |   |   |   |   |   | ● |   | ● |   |   | 0 | 3 | 0 |
| 3       | Чжань Хаоцін (TPE)               |   |   |   |   |   |   |   |   |   |   |   | ● |   |   |   | ● | 0 | 3 | 0 |
| 3       | Чжан Юнжань (TPE)                |   |   |   |   |   |   |   |   |   |   |   | ● |   |   |   | ● | 0 | 3 | 0 |
| 3       | Слоун Стівенс (USA)              |   |   |   |   |   |   |   |   |   |   |   |   | ● |   | ● |   | 3 | 0 | 0 |
| 3       | Лара Арруабаррена (ESP)          |   |   |   |   |   |   |   |   |   |   |   |   |   |   | ● | ● | 1 | 2 | 0 |
| 3       | Крістіна Макгейл (USA)           |   |   |   |   |   |   |   |   |   |   |   |   |   |   | ● | ● | 1 | 2 | 0 |
| 3       | Анабель Медіна Гаррігес (ESP)    |   |   |   |   |   |   |   |   |   |   |   |   |   |   |   | ● | 0 | 3 | 0 |
| 3       | Аранча Парра Сантонха (ESP)      |   |   |   |   |   |   |   |   |   |   |   |   |   |   |   | ● | 0 | 3 | 0 |
| 2       | Вінус Вільямс (USA)              |   | ● |   |   |   |   |   |   |   |   |   |   |   |   | ● |   | 1 | 1 | 0 |
| 2       | Лаура Зігемунд (GER)             |   |   | ● |   |   |   |   |   |   |   |   |   |   |   | ● |   | 1 | 0 | 1 |
| 2       | Гезер Вотсон (GBR)               |   |   | ● |   |   |   |   |   |   |   |   |   |   |   | ● |   | 1 | 0 | 1 |
| 2       | Петра Квітова (CZE)              |   |   |   |   |   |   | ● |   |   |   | ● |   |   |   |   |   | 2 | 0 | 0 |
| 2       | Коко Вандевей (USA)              |   |   |   |   |   |   |   |   |   | ● |   |   |   |   | ● |   | 1 | 1 | 0 |
| 2       | Світлана Кузнецова (RUS)         |   |   |   |   |   |   |   |   |   |   |   |   | ● |   |   |   | 2 | 0 | 0 |
| 2       | Каролін Возняцкі (DEN)           |   |   |   |   |   |   |   |   |   |   |   |   | ● |   | ● |   | 2 | 0 | 0 |
| 2       | Дарія Юрак (CRO)                 |   |   |   |   |   |   |   |   |   |   |   |   |   | ● |   |   | 0 | 2 | 0 |
| 2       | Луціє Градецька (CZE)            |   |   |   |   |   |   |   |   |   |   |   |   |   | ● |   | ● | 0 | 2 | 0 |
| 2       | Яніна Вікмаєр (BEL)              |   |   |   |   |   |   |   |   |   |   |   |   |   |   | ● | ● | 1 | 1 | 0 |
| 2       | Ксенія Нолл (SUI)                |   |   |   |   |   |   |   |   |   |   |   |   |   |   |   | ● | 0 | 2 | 0 |
| 2       | Андрея Міту (ROU)                |   |   |   |   |   |   |   |   |   |   |   |   |   |   |   | ● | 0 | 2 | 0 |
| 2       | Варатчая Вонгтінчай (THA)        |   |   |   |   |   |   |   |   |   |   |   |   |   |   |   | ● | 0 | 2 | 0 |
| 1       | Гарбінє Мугуруса (ESP)           | ● |   |   |   |   |   |   |   |   |   |   |   |   |   |   |   | 1 | 0 | 0 |
| 1       | Моніка Пуїг (PUR)                |   |   |   | ● |   |   |   |   |   |   |   |   |   |   |   |   | 1 | 0 | 0 |
| 1       | Сюй Їфань (CHN)                  |   |   |   |   |   |   |   | ● |   |   |   |   |   |   |   |   | 0 | 1 | 0 |
| 1       | Карла Суарес Наварро (ESP)       |   |   |   |   |   |   |   |   |   |   | ● |   |   |   |   |   | 1 | 0 | 0 |
| 1       | Сара Еррані (ITA)                |   |   |   |   |   |   |   |   |   |   |   |   | ● |   |   |   | 1 | 0 | 0 |
| 1       | Медісон Кіз (USA)                |   |   |   |   |   |   |   |   |   |   |   |   | ● |   |   |   | 1 | 0 | 0 |
| 1       | Джоанна Конта (GBR)              |   |   |   |   |   |   |   |   |   |   |   |   | ● |   |   |   | 1 | 0 | 0 |
| 1       | Роберта Вінчі (ITA)              |   |   |   |   |   |   |   |   |   |   |   |   | ● |   |   |   | 1 | 0 | 0 |
| 1       | Ракель Атаво (USA)               |   |   |   |   |   |   |   |   |   |   |   |   |   | ● |   |   | 0 | 1 | 0 |
| 1       | Чжуан Цзяжун (TPE)               |   |   |   |   |   |   |   |   |   |   |   |   |   | ● |   |   | 0 | 1 | 0 |
| 1       | Анастасія Родіонова (AUS)        |   |   |   |   |   |   |   |   |   |   |   |   |   | ● |   |   | 0 | 1 | 0 |
| 1       | Абігейл Спірс (USA)              |   |   |   |   |   |   |   |   |   |   |   |   |   | ● |   |   | 0 | 1 | 0 |
| 1       | Тімеа Бачинскі (SUI)             |   |   |   |   |   |   |   |   |   |   |   |   |   |   | ● |   | 1 | 0 | 0 |
| 1       | Ірина-Камелія Бегу (ROU)         |   |   |   |   |   |   |   |   |   |   |   |   |   |   | ● |   | 1 | 0 | 0 |
| 1       | Чагла Бююкакчай (TUR)            |   |   |   |   |   |   |   |   |   |   |   |   |   |   | ● |   | 1 | 0 | 0 |
| 1       | Алізе Корне (FRA)                |   |   |   |   |   |   |   |   |   |   |   |   |   |   | ● |   | 1 | 0 | 0 |
| 1       | Осеан Доден (FRA)                |   |   |   |   |   |   |   |   |   |   |   |   |   |   | ● |   | 1 | 0 | 0 |
| 1       | Дуань Інін (CHN)                 |   |   |   |   |   |   |   |   |   |   |   |   |   |   | ● |   | 1 | 0 | 0 |
| 1       | Ірина Фалконі (USA)              |   |   |   |   |   |   |   |   |   |   |   |   |   |   | ● |   | 1 | 0 | 0 |
| 1       | Вікторія Голубич (SUI)           |   |   |   |   |   |   |   |   |   |   |   |   |   |   | ● |   | 1 | 0 | 0 |
| 1       | Крістина Плішкова (CZE)          |   |   |   |   |   |   |   |   |   |   |   |   |   |   | ● |   | 1 | 0 | 0 |
| 1       | Франческа Ск'явоне (ITA)         |   |   |   |   |   |   |   |   |   |   |   |   |   |   | ● |   | 1 | 0 | 0 |
| 1       | Еліна Світоліна (UKR)            |   |   |   |   |   |   |   |   |   |   |   |   |   |   | ● |   | 1 | 0 | 0 |
| 1       | Леся Цуренко (UKR)               |   |   |   |   |   |   |   |   |   |   |   |   |   |   | ● |   | 1 | 0 | 0 |
| 1       | Аояма Сюко (JPN)                 |   |   |   |   |   |   |   |   |   |   |   |   |   |   |   | ● | 0 | 1 | 0 |
| 1       | Вероніка Сепеде Ройг (PAR)       |   |   |   |   |   |   |   |   |   |   |   |   |   |   |   | ● | 0 | 1 | 0 |
| 1       | Габріела Дабровскі (CAN)         |   |   |   |   |   |   |   |   |   |   |   |   |   |   |   | ● | 0 | 1 | 0 |
| 1       | Кірстен Фліпкенс (BEL)           |   |   |   |   |   |   |   |   |   |   |   |   |   |   |   | ● | 0 | 1 | 0 |
| 1       | Маргарита Гаспарян (RUS)         |   |   |   |   |   |   |   |   |   |   |   |   |   |   |   | ● | 0 | 1 | 0 |
| 1       | Хань Сіньюнь (CHN)               |   |   |   |   |   |   |   |   |   |   |   |   |   |   |   | ● | 0 | 1 | 0 |
| 1       | Ері Нодзумі (JPN)                |   |   |   |   |   |   |   |   |   |   |   |   |   |   |   | ● | 0 | 1 | 0 |
| 1       | Марія Ірігоєн (ARG)              |   |   |   |   |   |   |   |   |   |   |   |   |   |   |   | ● | 0 | 1 | 0 |
| 1       | Мію Като (JPN)                   |   |   |   |   |   |   |   |   |   |   |   |   |   |   |   | ● | 0 | 1 | 0 |
| 1       | Оксана Калашникова (GEO)         |   |   |   |   |   |   |   |   |   |   |   |   |   |   |   | ● | 0 | 1 | 0 |
| 1       | Людмила Кіченок (UKR)            |   |   |   |   |   |   |   |   |   |   |   |   |   |   |   | ● | 0 | 1 | 0 |
| 1       | Надія Кіченок (UKR)              |   |   |   |   |   |   |   |   |   |   |   |   |   |   |   | ● | 0 | 1 | 0 |
| 1       | Ваня Кінґ (USA)                  |   |   |   |   |   |   |   |   |   |   |   |   |   |   |   | ● | 0 | 1 | 0 |
| 1       | Александра Крунич (SRB)          |   |   |   |   |   |   |   |   |   |   |   |   |   |   |   | ● | 0 | 1 | 0 |
| 1       | Лян Чень (CHN)                   |   |   |   |   |   |   |   |   |   |   |   |   |   |   |   | ● | 0 | 1 | 0 |
| 1       | Лу Дзіндзін (CHN)                |   |   |   |   |   |   |   |   |   |   |   |   |   |   |   | ● | 0 | 1 | 0 |
| 1       | Татьяна Марія (GER)              |   |   |   |   |   |   |   |   |   |   |   |   |   |   |   | ● | 0 | 1 | 0 |
| 1       | Марія Хосе Мартінес Санчес (ESP) |   |   |   |   |   |   |   |   |   |   |   |   |   |   |   | ● | 0 | 1 | 0 |
| 1       | Елізе Мартенс (BEL)              |   |   |   |   |   |   |   |   |   |   |   |   |   |   |   | ● | 0 | 1 | 0 |
| 1       | Ан-Софі Месташ (BEL)             |   |   |   |   |   |   |   |   |   |   |   |   |   |   |   | ● | 0 | 1 | 0 |
| 1       | Джессіка Мур (AUS)               |   |   |   |   |   |   |   |   |   |   |   |   |   |   |   | ● | 0 | 1 | 0 |
| 1       | Ейжа Мугаммад (USA)              |   |   |   |   |   |   |   |   |   |   |   |   |   |   |   | ● | 0 | 1 | 0 |
| 1       | Ніномія Макото (JPN)             |   |   |   |   |   |   |   |   |   |   |   |   |   |   |   | ● | 0 | 1 | 0 |
| 1       | Ралука Олару (ROU)               |   |   |   |   |   |   |   |   |   |   |   |   |   |   |   | ● | 0 | 1 | 0 |
| 1       | Аліція Росольська (POL)          |   |   |   |   |   |   |   |   |   |   |   |   |   |   |   | ● | 0 | 1 | 0 |
| 1       | Ярослава Шведова (KAZ)           |   |   |   |   |   |   |   |   |   |   |   |   |   |   |   | ● | 0 | 1 | 0 |
| 1       | Ян Чжаосюань (CHN)               |   |   |   |   |   |   |   |   |   |   |   |   |   |   |   | ● | 0 | 1 | 0 |

### Титули за країнами
| Загалом | Гравчиня                | S | D | X | S | D | X | S | D | S | D | S | D | S | D | S | D | S  | D  | X |
| ------- | ----------------------- | - | - | - | - | - | - | - | - | - | - | - | - | - | - | - | - | -- | -- | - |
| 22      | США (USA)               | 1 | 2 |   |   |   | 1 |   |   |   | 3 | 1 | 1 | 2 | 1 | 6 | 4 | 10 | 11 | 1 |
| 17      | Чехія (CZE)             |   | 1 |   |   |   |   | 1 |   |   | 2 | 2 | 2 |   | 3 | 3 | 3 | 6  | 11 | 0 |
| 11      | Румунія (ROU)           |   |   |   |   |   |   |   |   | 1 |   | 1 |   |   | 1 | 3 | 5 | 5  | 6  | 0 |
| 10      | Швейцарія (SUI)         |   | 1 | 1 |   |   |   |   |   |   |   |   | 1 |   | 3 | 2 | 2 | 2  | 7  | 1 |
| 10      | КНР (CHN)               |   |   |   |   |   |   |   | 1 |   |   |   |   |   |   | 2 | 7 | 2  | 8  | 0 |
| 9       | Іспанія (ESP)           | 1 |   |   |   |   |   |   |   |   |   | 1 |   |   |   | 1 | 6 | 3  | 6  | 0 |
| 8       | Франція (FRA)           |   | 1 |   |   |   |   |   |   |   | 1 |   |   |   | 2 | 4 |   | 4  | 4  | 0 |
| 8       | Індія (IND)             |   | 1 |   |   |   |   |   |   |   |   |   | 2 |   | 5 |   |   | 0  | 8  | 0 |
| 7       | Росія (RUS)             |   |   | 1 |   | 1 |   |   | 1 |   |   |   | 1 | 2 |   |   | 1 | 2  | 4  | 1 |
| 6       | Німеччина (GER)         | 2 |   | 1 |   |   |   |   |   |   |   |   |   | 1 |   | 1 | 1 | 4  | 1  | 1 |
| 4       | Словаччина (SVK)        |   |   |   |   |   |   | 1 |   |   |   |   |   | 1 |   | 2 |   | 4  | 0  | 0 |
| 4       | Туреччина (TUR)         |   |   |   |   |   |   |   | 1 |   |   |   |   |   |   | 1 | 2 | 1  | 3  | 0 |
| 4       | Польща (POL)            |   |   |   |   |   |   |   |   | 1 |   |   |   | 1 |   | 1 | 1 | 3  | 1  | 0 |
| 4       | Китайський Тайбей (TPE) |   |   |   |   |   |   |   |   |   |   |   | 1 |   | 1 |   | 2 | 0  | 4  | 0 |
| 4       | Бельгія (BEL)           |   |   |   |   |   |   |   |   |   |   |   |   |   |   | 1 | 3 | 1  | 3  | 0 |
| 4       | Нідерланди (NED)        |   |   |   |   |   |   |   |   |   |   |   |   |   |   | 1 | 3 | 1  | 3  | 0 |
| 4       | Швеція (SWE)            |   |   |   |   |   |   |   |   |   |   |   |   |   |   |   | 4 | 0  | 4  | 0 |
| 3       | Велика Британія (GBR)   |   |   | 1 |   |   |   |   |   |   |   |   |   | 1 |   | 1 |   | 2  | 0  | 1 |
| 3       | Білорусь (BLR)          |   |   |   |   |   |   |   |   | 2 |   |   |   | 1 |   |   |   | 3  | 0  | 0 |
| 3       | Італія (ITA)            |   |   |   |   |   |   |   |   |   |   |   |   | 2 |   | 1 |   | 3  | 0  | 0 |
| 3       | Україна (UKR)           |   |   |   |   |   |   |   |   |   |   |   |   |   |   | 2 | 1 | 2  | 1  | 0 |
| 2       | Данія (DEN)             |   |   |   |   |   |   |   |   |   |   |   |   | 1 |   | 1 |   | 2  | 0  | 0 |
| 2       | Хорватія (CRO)          |   |   |   |   |   |   |   |   |   |   |   |   |   | 2 |   |   | 0  | 2  | 0 |
| 2       | Австралія (AUS)         |   |   |   |   |   |   |   |   |   |   |   |   |   | 1 |   | 1 | 0  | 2  | 0 |
| 2       | Японія (JPN)            |   |   |   |   |   |   |   |   |   |   |   |   |   |   |   | 2 | 0  | 2  | 0 |
| 2       | Таїланд (THA)           |   |   |   |   |   |   |   |   |   |   |   |   |   |   |   | 2 | 0  | 2  | 0 |
| 1       | Пуерто-Рико (PUR)       |   |   |   | 1 |   |   |   |   |   |   |   |   |   |   |   |   | 1  | 0  | 0 |
| 1       | Аргентина (ARG)         |   |   |   |   |   |   |   |   |   |   |   |   |   |   |   | 1 | 0  | 1  | 0 |
| 1       | Канада (CAN)            |   |   |   |   |   |   |   |   |   |   |   |   |   |   |   | 1 | 0  | 1  | 0 |
| 1       | Грузія (GEO)            |   |   |   |   |   |   |   |   |   |   |   |   |   |   |   | 1 | 0  | 1  | 0 |
| 1       | Казахстан (KAZ)         |   |   |   |   |   |   |   |   |   |   |   |   |   |   |   | 1 | 0  | 1  | 0 |
| 1       | Парагвай (PAR)          |   |   |   |   |   |   |   |   |   |   |   |   |   |   |   | 1 | 0  | 1  | 0 |
| 1       | Сербія (SRB)            |   |   |   |   |   |   |   |   |   |   |   |   |   |   |   | 1 | 0  | 1  | 0 |

### Інформація про титули
Наведені нижче гравчині виграли свій перший титул рівня Туру WTA в одиночному, парному або змішаному розряді:
Одиночний розряд
- Ірина Фалконі – Богота (сітка)
- Чагла Бююкакчай – Стамбул (сітка)
- Вікторія Голубич – Гштаад (сітка)
- Лаура Зігемунд – Бостад (сітка)
- Джоанна Конта – Стенфорд (сітка)
- Дуань Інін – Наньчан (сітка)
- Крістіна Макгейл – Токіо (сітка)
- Осеан Доден – Квебек (сітка)
- Крістина Плішкова – Ташкент (сітка)
- Пен Шуай – Тяньцзінь (сітка)

Парний розряд
- Елізе Мартенс – Окленд (сітка)
- Хань Сіньюнь – Гобарт (сітка)
- Крістіна Макгейл – Гобарт (сітка)
- Вероніка Сепеде Ройг – Ріо-де-Жанейро (сітка)
- Варатчая Вонгтінчай – Куала-Лумпур (сітка)
- Ян Чжаосюань – Куала-Лумпур (сітка)
- Коко Вандевей – Індіан-Веллс (сітка)
- Ері Нодзумі – Катовіце (сітка)
- Мію Като – Катовіце (сітка)
- Андрея Міту – İstanbul (сітка)
- Іпек Сойлу – İstanbul (сітка)
- Ксенія Нолл – Рабат (сітка)
- Джессіка Мур – Бухарест (сітка)
- Лу Цзінцзін – Наньчан (сітка)
- Ніномія Макото – Токіо (сітка)
- Кірстен Фліпкенс – Сеул (сітка)

Змішаний парний розряд
- Олена Весніна – Відкритий чемпіонат Австралії (сітка)
- Гезер Вотсон – Вімблдон (сітка)
- Лаура Зігемунд – Відкритий чемпіонат США (сітка)

Наведені нижче гравчині захистили свій торішній титул в одиночному, парному або змішаному розряді:
Одиночний розряд
- Анджелік Кербер – Штутгарт (сітка)
- Серена Вільямс – Вімблдон (сітка)
- Світлана Кузнецова – Москва (сітка)

Парний розряд
- Мартіна Хінгіс – Брисбен (сітка)
- Саня Мірза – Сідней (сітка)

### Увійшли в першу десятку
Наведені нижче гравчині вперше у своїй кар'єрі увійшли в першу десятку рейтингу WTA:
Одиночний розряд
- Белінда Бенчич (15 лютого стала №9)
- Роберта Вінчі (22 лютого стала №10)
- Медісон Кіз (enters at #10 in June 20)
- Джоанна Конта (enters at #9 in October 10)

Парний розряд
- Каролін Гарсія (9 травня стала №9)

## Рейтинги WTA
Нижче наведено по двадцять перших гравчинь у рейтингу WTA наприкінці сезону, рейтингу гонки до Чемпіонату WTA в одиночному розряді, а також двадцять перших гравчинь і десять перших пар рейтингу WTA  наприкінці сезону 2017.

### Одиночний розряд
| Рейтинг гонки до Чемпіонату WTA, фінальний | Рейтинг гонки до Чемпіонату WTA, фінальний | Рейтинг гонки до Чемпіонату WTA, фінальний | Рейтинг гонки до Чемпіонату WTA, фінальний | Рейтинг гонки до Чемпіонату WTA, фінальний |
| #                                          | Гравчиня                                   | Очки                                       | Турнірів                                   |                                            |
| ------------------------------------------ | ------------------------------------------ | ------------------------------------------ | ------------------------------------------ | ------------------------------------------ |
| 1                                          | Анджелік Кербер (GER)                      | 8,000                                      | 20                                         |                                            |
| 2                                          | Серена Вільямс (USA)                       | 7,050                                      | 7                                          |                                            |
| 3                                          | Агнешка Радванська (POL)                   | 4,975                                      | 19                                         |                                            |
| 4                                          | Симона Халеп (ROU)                         | 4,728                                      | 17                                         |                                            |
| 5                                          | Кароліна Плішкова (CZE)                    | 4,100                                      | 21                                         |                                            |
| 6                                          | Гарбінє Мугуруса (ESP)                     | 3,736                                      | 19                                         |                                            |
| 7                                          | Медісон Кіз (USA)                          | 3,637                                      | 15                                         |                                            |
| 8                                          | Домініка Цібулкова (SVK)                   | 3,625                                      | 21                                         |                                            |
| 9                                          | Світлана Кузнецова (RUS)                   | 3,490                                      | 20                                         |                                            |
| 10                                         | Джоанна Конта (GBR)                        | 3,455                                      | 22                                         |                                            |
| 11                                         | Карла Суарес Наварро (ESP)                 | 3,170                                      | 22                                         |                                            |
| 12                                         | Петра Квітова (CZE)                        | 2,840                                      | 20                                         |                                            |
| 13                                         | Еліна Світоліна (UKR)                      | 2,456                                      | 22                                         |                                            |
| 14                                         | Вінус Вільямс (USA)                        | 2,241                                      | 17                                         |                                            |
| 15                                         | Каролін Возняцкі (DEN)                     | 2,240                                      | 22                                         |                                            |
| 16                                         | Роберта Вінчі (ITA)                        | 2,190                                      | 22                                         |                                            |
| 17                                         | Тімеа Бачинскі (SUI)                       | 2,188                                      | 18                                         |                                            |
| 18                                         | Олена Весніна (RUS)                        | 2,094                                      | 19                                         |                                            |
| 19                                         | Саманта Стосур (AUS)                       | 2,090                                      | 20                                         |                                            |
| 20                                         | Барбора Заглавова-Стрицова (CZE)           | 2,070                                      | 21                                         |                                            |

| Champion |

| 1  | Анджелік Кербер (GER)            | 9,080 | 21 | 10  | 1  | 10  | ▲ 9  |
| 2  | Серена Вільямс (USA)             | 7,050 | 14 | 1   | 1  | 2   | ▼ 1  |
| 3  | Агнешка Радванська (POL)         | 5,600 | 20 | 5   | 2  | 5   | ▲ 2  |
| 4  | Симона Халеп (ROU)               | 5,228 | 18 | 2   | 2  | 5   | ▼ 2  |
| 5  | Домініка Цібулкова (SVK)         | 4,875 | 23 | 38  | 5  | 66  | ▲ 33 |
| 6  | Кароліна Плішкова (CZE)          | 4,600 | 22 | 11  | 5  | 19  | ▲ 5  |
| 7  | Гарбінє Мугуруса (ESP)           | 4,236 | 20 | 3   | 2  | 7   | ▼ 4  |
| 8  | Медісон Кіз (USA)                | 4,137 | 16 | 18  | 7  | 25  | ▲ 10 |
| 9  | Світлана Кузнецова (RUS)         | 4,115 | 21 | 25  | 8  | 25  | ▲ 16 |
| 10 | Джоанна Конта (GBR)              | 3,640 | 23 | 47  | 9  | 47  | ▲ 37 |
| 11 | Петра Квітова (CZE)              | 3,485 | 22 | 6   | 6  | 16  | ▼ 5  |
| 12 | Карла Суарес Наварро (ESP)       | 3,070 | 23 | 13  | 6  | 14  | ▲ 1  |
| 13 | Вікторія Азаренко (BLR)          | 3,061 | 12 | 22  | 5  | 22  | ▲ 9  |
| 14 | Еліна Світоліна (UKR)            | 2,895 | 23 | 19  | 14 | 21  | ▲ 5  |
| 15 | Тімеа Бачинскі (SUI)             | 2,347 | 19 | 12  | 9  | 21  | ▼ 3  |
| 16 | Олена Весніна (RUS)              | 2,252 | 20 | 111 | 16 | 122 | ▲ 95 |
| 17 | Вінус Вільямс (USA)              | 2,240 | 17 | 7   | 6  | 17  | ▼ 10 |
| 18 | Роберта Вінчі (ITA)              | 2,210 | 23 | 15  | 7  | 18  | ▼ 3  |
| 19 | Каролін Возняцкі (DEN)           | 2,185 | 22 | 17  | 17 | 74  | ▼ 2  |
| 20 | Барбора Заглавова-Стрицова (CZE) | 2,170 | 22 | 41  | 19 | 48  | ▲ 21 |

#### 1-й номер рейтингу
| Утримувач             | Коли здобула     | Коли позбулася   |
| --------------------- | ---------------- | ---------------- |
| Серена Вільямс (USA)  | Кінець 2015 року | 11 вересня 2016  |
| Анджелік Кербер (GER) | 12 вересня 2016  | Кінець 2016 року |

### Парний розряд
| Рейтинг гонки до Чемпіонату WTA Станом на 24 жовтня 2016 | Рейтинг гонки до Чемпіонату WTA Станом на 24 жовтня 2016 | Рейтинг гонки до Чемпіонату WTA Станом на 24 жовтня 2016 | Рейтинг гонки до Чемпіонату WTA Станом на 24 жовтня 2016 | Рейтинг гонки до Чемпіонату WTA Станом на 24 жовтня 2016 |
| #                                                        | Пара                                                     | Очки                                                     | Турнірів                                                 |                                                          |
| -------------------------------------------------------- | -------------------------------------------------------- | -------------------------------------------------------- | -------------------------------------------------------- | -------------------------------------------------------- |
| 1                                                        | Каролін Гарсія (FRA) Крістіна Младенович (FRA)           | 7,360                                                    | 16                                                       |                                                          |
| 2                                                        | Мартіна Хінгіс (SUI) Саня Мірза (IND)                    | 6,315                                                    | 14                                                       |                                                          |
| 3                                                        | Бетані Маттек-Сендс (USA) Луціє Шафарова (CZE)           | 5,226                                                    | 8                                                        |                                                          |
| 4                                                        | Олена Весніна (RUS) Катерина Макарова (RUS)              | 4,495                                                    | 9                                                        |                                                          |
| 5                                                        | Андреа Главачкова (CZE) Луціє Градецька (CZE)            | 4,140                                                    | 17                                                       |                                                          |
| 6                                                        | Чжань Хаоцін (TPE) Чжань Юнжань (TPE)                    | 4,115                                                    | 20                                                       |                                                          |
| 7                                                        | Ярослава Шведова (KAZ) Тімеа Бабош (HUN)                 | 3,975                                                    | 12                                                       |                                                          |
| 8                                                        | Юлія Гергес (GER) Кароліна Плішкова (CZE)                | 3,485                                                    | 11                                                       |                                                          |
| 9                                                        | Ракель Атаво (USA) Абігейл Спірс (USA)                   | 2,700                                                    | 21                                                       |                                                          |
| 10                                                       | Сюй Їфань (CHN) Чжен Сайсай (CHN)                        | 2,670                                                    | 20                                                       |                                                          |

| Рейтин WTA в парному розряді, фінальний | Рейтин WTA в парному розряді, фінальний | Рейтин WTA в парному розряді, фінальний | Рейтин WTA в парному розряді, фінальний | Рейтин WTA в парному розряді, фінальний |
| #                                       | Гравчиня                                | Очки                                    | Попер.                                  | Перем.‡                                 |
| --------------------------------------- | --------------------------------------- | --------------------------------------- | --------------------------------------- | --------------------------------------- |
| 1                                       | Саня Мірза (IND)                        | 7,815                                   | 1                                       | ▬                                       |
| 2                                       | Каролін Гарсія (FRA)                    | 7,360                                   | 4                                       | ▲ 2                                     |
| 2                                       | Крістіна Младенович (FRA)               | 7,360                                   | 3                                       | ▲ 1                                     |
| 4                                       | Мартіна Хінгіс (SUI)                    | 7,300                                   | 2                                       | ▼ 2                                     |
| 5                                       | Бетані Маттек-Сендс (USA)               | 6,735                                   | 5                                       | ▬                                       |
| 6                                       | Луціє Шафарова (CZE)                    | 5,422                                   | 6                                       | ▬                                       |
| 7                                       | Олена Весніна (RUS)                     | 5,315                                   | 7                                       | ▬                                       |
| 8                                       | Катерина Макарова (RUS)                 | 4,721                                   | 8                                       | ▬                                       |
| 9                                       | Андреа Главачкова (CZE)                 | 4,300                                   | 11                                      | ▲ 2                                     |
| 10                                      | Луціє Градецька (CZE)                   | 4,140                                   | 14                                      | ▲ 4                                     |
| 11                                      | Чжань Хаоцін (TPE)                      | 4,115                                   | 9                                       | ▼ 2                                     |
| 11                                      | Чжань Юнжань (TPE)                      | 4,115                                   | 9                                       | ▼ 2                                     |
| 13                                      | Ярослава Шведова (KAZ)                  | 4,075                                   | 13                                      | ▬                                       |
| 14                                      | Кароліна Плішкова (CZE)                 | 4,040                                   | 15                                      | ▲ 1                                     |
| 15                                      | Тімеа Бабош (HUN)                       | 3,980                                   | 12                                      | ▼ 3                                     |
| 16                                      | Барбора Заглавова-Стрицова (CZE)        | 3,965                                   | 16                                      | ▬                                       |
| 17                                      | Юлія Гергес (GER)                       | 3,840                                   | 17                                      | ▬                                       |
| 18                                      | Коко Вандевей (USA)                     | 3,226                                   | 19                                      | ▲ 1                                     |
| 19                                      | Моніка Нікулеску (ROU)                  | 3,225                                   | 18                                      | ▼ 1                                     |
| 20                                      | Сюй Їфань (CHN)                         | 2,760                                   | 22                                      | ▲ 2                                     |

#### 1-й номер рейтингу
| Утримувач                             | Коли здобула     | Коли позбулася   |
| ------------------------------------- | ---------------- | ---------------- |
| Саня Мірза (IND)                      | Кінець 2015 року | 17 січня 2016    |
| Мартіна Хінгіс (SUI) Саня Мірза (IND) | 18 січня 2016    | 21 серпня 2016   |
| Саня Мірза (IND)                      | 22 серпня 2016   | Кінець 2016 року |

## Лідерки за призовими
| #                                                             | Гравчиня                 | Одиночний розряд | Парний розряд | Змішаний розряд | Year-to-date |
| ------------------------------------------------------------- | ------------------------ | ---------------- | ------------- | --------------- | ------------ |
| 1                                                             | Ангелік Кербер (GER)     | $9,841,181       | $20,434       | $0              | $10,136,615  |
| 2                                                             | Серена Вільямс (USA)     | $7,384,429       | $290,601      | $0              | $7,675,030   |
| 3                                                             | Сімона Халеп (ROU)       | $3,590,480       | $40,428       | $2,345          | $4,333,253   |
| 4                                                             | Агнешка Радванська (POL) | $3,762,193       | $0            | $0              | $4,162,193   |
| 5                                                             | Кароліна Плішкова (CZE)  | $3,375,673       | $375,420      | $0              | $3,976,093   |
| 6                                                             | Домініка Цібулкова (SVK) | $3,912,431       | $28,002       | $0              | $3,940,433   |
| 7                                                             | Гарбінє Мугуруса (ESP)   | $3,287,124       | $16,264       | $0              | $3,903,388   |
| 8                                                             | Вікторія Азаренко (BLR)  | $2,651,080       | $0            | $0              | $2,651,080   |
| 9                                                             | Петра Квітова (CZE)      | $2,182,099       | $18,417       | $0              | $2,500,516   |
| 10                                                            | Світлана Кузнецова (RUS) | $2,260,009       | $136,470      | $0              | $2,396,479   |
| призові гроші наведено в US$ станом на 7 листопада 2016 [ 9 ] |                          |                  |               |                 |              |

## Лідерки за статистикою
станом на 7 листопада 2016
| Ейси | Ейси               | Ейси | Ейси   |
|      | Гравчиня           | Ейси | Матчів |
| ---- | ------------------ | ---- | ------ |
| 1    | Кароліна Плішкова  | 530  | 61     |
| 2    | Серена Вільямс     | 324  | 44     |
| 3    | Медісон Кіз        | 300  | 63     |
| 4    | Джоанна Конта      | 284  | 68     |
| 5    | Крістина Плішкова  | 274  | 24     |
| 6    | Тімеа Бабош        | 269  | 63     |
| 7    | Коко Вандевей      | 232  | 40     |
| 8    | Петра Квітова      | 223  | 66     |
| 9    | Каролін Гарсія     | 218  | 55     |
| 10   | Світлана Кузнецова | 215  | 65     |

| Подвійні помилки | Подвійні помилки       | Подвійні помилки | Подвійні помилки |
|                  | Гравчиня               | DFs              | Матчів           |
| ---------------- | ---------------------- | ---------------- | ---------------- |
| 1                | Крістіна Младенович    | 263              | 58               |
| 2                | Олена Остапенко        | 259              | 43               |
| 3                | Петра Квітова          | 252              | 66               |
| 4                | Каміла Джорджі         | 237              | 34               |
| 5                | Домініка Цібулкова     | 233              | 74               |
| 6                | Саманта Стосур         | 231              | 50               |
| 7                | Тімеа Бабош            | 229              | 63               |
| 8                | Алізе Корне            | 225              | 42               |
| 9                | Моніка Пуїг            | 212              | 65               |
| 10               | Анастасія Павлюченкова | 205              | 50               |

| Відсоток перших подач | Відсоток перших подач | Відсоток перших подач | Відсоток перших подач |
|                       | Гравчиня              | %                     | Матчів                |
| --------------------- | --------------------- | --------------------- | --------------------- |
| 1                     | Сара Еррані           | 84.8                  | 43                    |
| 2                     | Анніка Бек            | 72.2                  | 48                    |
| 3                     | Моніка Нікулеску      | 71.8                  | 43                    |
| 4                     | Лаура Зігемунд        | 70.5                  | 48                    |
| 5                     | Юлія Путінцева        | 70.5                  | 51                    |
| 6                     | Курумі Нара           | 70.0                  | 31                    |
| 7                     | Медісон Бренгл        | 68.9                  | 39                    |
| 8                     | Тімеа Бачинскі        | 68.6                  | 51                    |
| 9                     | Вікторія Голубич      | 67.8                  | 28                    |
| 10                    | Карла Суарес Наварро  | 67.6                  | 58                    |

| Відсоток других подач | Відсоток других подач | Відсоток других подач | Відсоток других подач |
|                       | Гравчиня              | %                     | Матчів                |
| --------------------- | --------------------- | --------------------- | --------------------- |
| 1                     | Франческа Ск'явоне    | 47.9                  | 26                    |
| 2                     | Данка Ковінич         | 47.0                  | 40                    |
| 3                     | Коко Вандевей         | 46.2                  | 40                    |
| 4                     | Ана Конюх             | 45.7                  | 26                    |
| 5                     | Міряна Лучич-Бароні   | 45.1                  | 32                    |
| 6                     | Наомі Осака           | 45.1                  | 33                    |
| 7                     | Олена Остапенко       | 44.7                  | 42                    |
| 8                     | Анастасія Севастова   | 44.6                  | 41                    |
| 9                     | Каміла Джорджі        | 43.4                  | 34                    |
| 10                    | Юлія Гергес           | 43.1                  | 41                    |

| Виграно очок на першій подачі | Виграно очок на першій подачі | Виграно очок на першій подачі | Виграно очок на першій подачі |
|                               | Гравчиня                      | %                             | Матчів                        |
| ----------------------------- | ----------------------------- | ----------------------------- | ----------------------------- |
| 1                             | Серена Вільямс                | 75.7                          | 41                            |
| 2                             | Кароліна Плішкова             | 73.9                          | 61                            |
| 3                             | Вікторія Азаренко             | 72.2                          | 27                            |
| 4                             | Коко Вандевей                 | 72.1                          | 40                            |
| 5                             | Наомі Броді                   | 71.3                          | 25                            |
| 6                             | Луціє Шафарова                | 71.0                          | 31                            |
| 7                             | Юлія Гергес                   | 70.5                          | 41                            |
| 8                             | Медісон Кіз                   | 69.4                          | 57                            |
| 9                             | Наомі Осака                   | 69.2                          | 33                            |
| 10                            | Петра Квітова                 | 69.1                          | 60                            |

| Виграно очок на другій подачі | Виграно очок на другій подачі | Виграно очок на другій подачі | Виграно очок на другій подачі |
|                               | Гравчиня                      | %                             | Матчів                        |
| ----------------------------- | ----------------------------- | ----------------------------- | ----------------------------- |
| 1                             | Джоанна Конта                 | 52.7                          | 64                            |
| 2                             | Медісон Кіз                   | 50.6                          | 57                            |
| 3                             | Серена Вільямс                | 50.2                          | 41                            |
| 4                             | Симона Халеп                  | 50.2                          | 59                            |
| 5                             | Петра Квітова                 | 50.1                          | 60                            |
| 6                             | Каролін Гарсія                | 50.0                          | 53                            |
| 7                             | Шелбі Роджерс                 | 49.9                          | 28                            |
| 8                             | Вікторія Голубич              | 49.3                          | 28                            |
| 9                             | Анджелік Кербер               | 49.2                          | 71                            |
| 10                            | Слоун Стівенс                 | 49.0                          | 30                            |

| Виграно очок на своїй подачі | Виграно очок на своїй подачі | Виграно очок на своїй подачі | Виграно очок на своїй подачі |
|                              | Гравчиня                     | %                            | Матчів                       |
| ---------------------------- | ---------------------------- | ---------------------------- | ---------------------------- |
| 1                            | Серена Вільямс               | 65.8                         | 44                           |
| 2                            | Вікторія Азаренко            | 63.3                         | 27                           |
| 3                            | Медісон Кіз                  | 62.5                         | 63                           |
| 4                            | Джоанна Конта                | 62.0                         | 68                           |
| 5                            | Луціє Шафарова               | 61.8                         | 33                           |
| 6                            | Петра Квітова                | 61.8                         | 66                           |
| 7                            | Кароліна Плішкова            | 61.6                         | 61                           |
| 8                            | Коко Вандевей                | 61.3                         | 40                           |
| 9                            | Юлія Гергес                  | 61.0                         | 41                           |
| 10                           | Наомі Осака                  | 59.7                         | 33                           |

| Виграно очок на чужій подачі | Виграно очок на чужій подачі | Виграно очок на чужій подачі | Виграно очок на чужій подачі |
|                              | Гравчиня                     | %                            | Матчів                       |
| ---------------------------- | ---------------------------- | ---------------------------- | ---------------------------- |
| 1                            | Вікторія Азаренко            | 51.0                         | 27                           |
| 2                            | Агнешка Радванська           | 49.2                         | 71                           |
| 3                            | Моніка Нікулеску             | 49.2                         | 43                           |
| 4                            | Симона Халеп                 | 49.0                         | 59                           |
| 5                            | Сара Еррані                  | 47.6                         | 43                           |
| 6                            | Серена Вільямс               | 47.4                         | 44                           |
| 7                            | Анджелік Кербер              | 47.1                         | 71                           |
| 8                            | Домініка Цібулкова           | 46.9                         | 73                           |
| 9                            | Тімеа Бачинскі               | 46.8                         | 51                           |
| 10                           | Міряна Лучич-Бароні          | 46.6                         | 32                           |

| Виграно геймів на своїй подачі | Виграно геймів на своїй подачі | Виграно геймів на своїй подачі | Виграно геймів на своїй подачі |
|                                | Гравчиня                       | %                              | Матчів                         |
| ------------------------------ | ------------------------------ | ------------------------------ | ------------------------------ |
| 1                              | Серена Вільямс                 | 83.8                           | 44                             |
| 2                              | Вікторія Азаренко              | 79.7                           | 27                             |
| 3                              | Медісон Кіз                    | 77.6                           | 63                             |
| 4                              | Кароліна Плішкова              | 75.9                           | 61                             |
| 5                              | Луціє Шафарова                 | 75.7                           | 33                             |
| 6                              | Петра Квітова                  | 75.6                           | 66                             |
| 7                              | Джоанна Конта                  | 75.4                           | 39                             |
| 8                              | Юлія Гергес                    | 74.5                           | 41                             |
| 9                              | Коко Вандевей                  | 73.3                           | 40                             |
| 10                             | Гарбінє Мугуруса               | 72.5                           | 51                             |

| Виграно геймів на чужій подачі | Виграно геймів на чужій подачі | Виграно геймів на чужій подачі | Виграно геймів на чужій подачі |
|                                | Гравчиня                       | %                              | Матчів                         |
| ------------------------------ | ------------------------------ | ------------------------------ | ------------------------------ |
| 1                              | Вікторія Азаренко              | 51.2                           | 27                             |
| 2                              | Агнешка Радванська             | 48.8                           | 70                             |
| 3                              | Моніка Нікулеску               | 48.3                           | 42                             |
| 4                              | Симона Халеп                   | 47.2                           | 59                             |
| 5                              | Сара Еррані                    | 44.7                           | 40                             |
| 6                              | Анніка Бек                     | 43.6                           | 47                             |
| 7                              | Анджелік Кербер                | 43.2                           | 71                             |
| 8                              | Домініка Цібулкова             | 43.2                           | 73                             |
| 9                              | Серена Вільямс                 | 42.7                           | 41                             |
| 10                             | Міряна Лучич-Бароні            | 42.6                           | 32                             |

| Відіграно брейк-пойнтів | Відіграно брейк-пойнтів | Відіграно брейк-пойнтів | Відіграно брейк-пойнтів |
|                         | Гравчиня                | %                       | Матчів                  |
| ----------------------- | ----------------------- | ----------------------- | ----------------------- |
| 1                       | Вікторія Азаренко       | 66.4                    | 27                      |
| 2                       | Серена Вільямс          | 63.7                    | 44                      |
| 3                       | Белінда Бенчич          | 59.9                    | 39                      |
| 4                       | Кароліна Плішкова       | 59.9                    | 61                      |
| 5                       | Медісон Кіз             | 59.8                    | 63                      |
| 6                       | Джоанна Конта           | 59.7                    | 68                      |
| 7                       | Гарбінє Мугуруса        | 59.3                    | 51                      |
| 8                       | Юлія Гергес             | 59.3                    | 41                      |
| 9                       | Ярослава Шведова        | 59.3                    | 34                      |
| 10                      | Дарія Гаврилова         | 59.1                    | 47                      |

| Реалізовано брейк-пойнтів | Реалізовано брейк-пойнтів  | Реалізовано брейк-пойнтів | Реалізовано брейк-пойнтів |
|                           | Гравчиня                   | %                         | Матчів                    |
| ------------------------- | -------------------------- | ------------------------- | ------------------------- |
| 1                         | Агнешка Радванська         | 54.7                      | 71                        |
| 2                         | Нао Хібіно                 | 54.6                      | 37                        |
| 3                         | Леся Цуренко               | 52.9                      | 38                        |
| 4                         | Каролін Возняцкі           | 52.6                      | 51                        |
| 5                         | Медісон Бренгл             | 51.8                      | 39                        |
| 6                         | Анніка Бек                 | 51.4                      | 48                        |
| 7                         | Барбора Заглавова-Стрицова | 51.1                      | 60                        |
| 8                         | Шелбі Роджерс              | 51.1                      | 28                        |
| 9                         | Чжан Шуай                  | 51.1                      | 45                        |
| 10                        | Курумі Нара                | 50.9                      | 31                        |

## Розподіл очок
| Категорія                      | П     | Ф     | ПФ   | ЧФ                                                                                 | R16                                                                                | R32                                                                                | R64                                                                                | R128                                                                               | Q                                                                                  | Q3                                                                                 | Q2                                                                                 | Q1                                                                                 |
| Великий шолом (S)              | 2000  | 1300  | 780  | 430                                                                                | 240                                                                                | 130                                                                                | 70                                                                                 | 10                                                                                 | 40                                                                                 | 30                                                                                 | 20                                                                                 | 2                                                                                  |
| Великий шолом (D)              | 2000  | 1300  | 780  | 430                                                                                | 240                                                                                | 130                                                                                | 10                                                                                 | –                                                                                  | 48                                                                                 | –                                                                                  | –                                                                                  | –                                                                                  |
| WTA фінал (S)                  | 1500* | 1080* | 750* | (+125 за перемогу в матчі кругового турніру; +125 за перемогу в круговому турнірі) | (+125 за перемогу в матчі кругового турніру; +125 за перемогу в круговому турнірі) | (+125 за перемогу в матчі кругового турніру; +125 за перемогу в круговому турнірі) | (+125 за перемогу в матчі кругового турніру; +125 за перемогу в круговому турнірі) | (+125 за перемогу в матчі кругового турніру; +125 за перемогу в круговому турнірі) | (+125 за перемогу в матчі кругового турніру; +125 за перемогу в круговому турнірі) | (+125 за перемогу в матчі кругового турніру; +125 за перемогу в круговому турнірі) | (+125 за перемогу в матчі кругового турніру; +125 за перемогу в круговому турнірі) | (+125 за перемогу в матчі кругового турніру; +125 за перемогу в круговому турнірі) |
| WTA фінал (D)                  | 1500  | 1080  | 750  | 375                                                                                | –                                                                                  | –                                                                                  | –                                                                                  | –                                                                                  | –                                                                                  | –                                                                                  | –                                                                                  | –                                                                                  |
| WTA Premier Mandatory (96S)    | 1000  | 650   | 390  | 215                                                                                | 120                                                                                | 65                                                                                 | 35                                                                                 | 10                                                                                 | 30                                                                                 | –                                                                                  | 20                                                                                 | 2                                                                                  |
| WTA Premier Mandatory (64/60S) | 1000  | 650   | 390  | 215                                                                                | 120                                                                                | 65                                                                                 | 10                                                                                 | –                                                                                  | 30                                                                                 | –                                                                                  | 20                                                                                 | 2                                                                                  |
| WTA Premier Mandatory (28/32D) | 1000  | 650   | 390  | 215                                                                                | 120                                                                                | 10                                                                                 | –                                                                                  | –                                                                                  | –                                                                                  | –                                                                                  | –                                                                                  | –                                                                                  |
| WTA Premier 5 (56S)            | 900   | 585   | 350  | 190                                                                                | 105                                                                                | 60                                                                                 | 1                                                                                  | –                                                                                  | 30                                                                                 | 20                                                                                 | 12                                                                                 | 1                                                                                  |
| WTA Premier 5 (28D)            | 900   | 585   | 350  | 190                                                                                | 105                                                                                | 1                                                                                  | –                                                                                  | –                                                                                  | –                                                                                  | –                                                                                  | –                                                                                  | –                                                                                  |
| WTA Premier (56S)              | 470   | 305   | 185  | 100                                                                                | 55                                                                                 | 30                                                                                 | 1                                                                                  | –                                                                                  | 12                                                                                 | –                                                                                  | 8                                                                                  | 1                                                                                  |
| WTA Premier (32S)              | 470   | 305   | 185  | 100                                                                                | 55                                                                                 | 1                                                                                  | –                                                                                  | –                                                                                  | 25                                                                                 | 16                                                                                 | 10                                                                                 | 1                                                                                  |
| WTA Premier (16D)              | 470   | 305   | 185  | 100                                                                                | 1                                                                                  | –                                                                                  | –                                                                                  | –                                                                                  | –                                                                                  | –                                                                                  | –                                                                                  | –                                                                                  |
| WTA Elite Trophy (S)           | 700*  | 440*  | 240* | (+40 за перемогу в матчі кругового турніру; +80 за перемогу в круговому турнірі)   | (+40 за перемогу в матчі кругового турніру; +80 за перемогу в круговому турнірі)   | (+40 за перемогу в матчі кругового турніру; +80 за перемогу в круговому турнірі)   | (+40 за перемогу в матчі кругового турніру; +80 за перемогу в круговому турнірі)   | (+40 за перемогу в матчі кругового турніру; +80 за перемогу в круговому турнірі)   | (+40 за перемогу в матчі кругового турніру; +80 за перемогу в круговому турнірі)   | (+40 за перемогу в матчі кругового турніру; +80 за перемогу в круговому турнірі)   | (+40 за перемогу в матчі кругового турніру; +80 за перемогу в круговому турнірі)   | (+40 за перемогу в матчі кругового турніру; +80 за перемогу в круговому турнірі)   |
| WTA International (56S)        | 280   | 180   | 110  | 60                                                                                 | 30                                                                                 | 15                                                                                 | 1                                                                                  | –                                                                                  | 10                                                                                 | –                                                                                  | 6                                                                                  | 1                                                                                  |
| WTA International (32S)        | 280   | 180   | 110  | 60                                                                                 | 30                                                                                 | 1                                                                                  | –                                                                                  | –                                                                                  | 18                                                                                 | 14                                                                                 | 10                                                                                 | 1                                                                                  |
| WTA International (16D)        | 280   | 180   | 110  | 60                                                                                 | 1                                                                                  | –                                                                                  | –                                                                                  | –                                                                                  | –                                                                                  | –                                                                                  | –                                                                                  | –                                                                                  |

* Не програла жодного матчу в круговому турнірі.

## Завершили кар'єру
Нижче наведено список відомих гравчинь (переможниць головних титулів Туру, і/або тих, які перебували  в першій сотні рейтингу WTA в одиночному або парному розряді впродовж щонайменше тижня), які оголосили про завершення кар'єри, стали неактивними (після відсутності ігрової практики понад 52 тижні), або дискваліфіковані пожиттєво, впродовж сезону 2016:
- Софія Арвідссон (нар. 16 лютого 1984, Гальмстад, Швеція) – у січні 2016 року вирішила завершити кар'єру, у віці 31 рік.[21]
- Габріела Хмелінова (нар. 2 червня 1976 Прага, Чехословаччина) – 2016 року оголосила про завершення кар'єри.
- Лурдес Домінгес Ліно (нар. 31 березня 1981 Понтеведра, Іспанія) – У листопаді 2016 року вирішила завершити кар'єру, у віці 35 років.[22]
- Морін Дрейк (нар. 21 березня 1971, Торонто, Канада) – у серпні 2016 року оголосила про своє друге остаточне завершення кар'єри.
- Жанетта Гусарова (born 4 June 1974 in Братислава, Словаччина) – у лютому 2016 оголосила про завершення кар'єри.[23]
- Ана Іванович (нар. 6 листопада 1987, Белград, Сербія) – колишня 1-та ракетка світу в грудні 2016 року оголосила про завершення кар'єри.
- Клаудія Янс-Ігначик (нар. 24 вересня 1984, Гдиня, Польща) – У серпні 2016 року оголосила про завершення кар'єри.[24]
- Матільд Жоанссон (нар. 28 квітня 1985, Булонь-Біянкур, Франція) – зіграла свій останній матч у кваліфікації одиночного розряду Відкритого чемпіонату Франції 2016.[25]
- Сандра Клеменшиц (нар. 13 листопада 1982, Зальцбург, Австрія) – У жовтні 2016 року оголосила про завершення кар'єри.
- Марія Кондратьєва (нар. 17 січня 1982, Москва, Росія) – 2016 року оголосила про завершення кар'єри.
- Клара Коукалова (нар. 24 лютого 1982, Прага, Чехія) – У вересні 2016 року оголосила про завершення кар'єри.[26]
- Тамарін Танасугарн (нар. 24 травня 1977, Лос-Анджелес, США) – У червні 2016 року оголосила про завершення кар'єри.[27]
- Владіміра Угліржова (нар. 4 травня 1978, Чеські Будейовиці, Чехословаччина) – У січні 2016 року оголосила про завершення кар'єри.
- Ніколь Вайдішова (нар. 23 квітня 1989, Нюрнберг, Західна Німеччина) – у липні 2016 року оголосила про своє друге і цього разу постійне завершення кар'єри.[28]
- Штефані Фогт (нар. 15 лютого 1990, Вадуц, Ліхтенштейн) – У серпні 2016 року оголосила про завершення кар'єри.[29]
- Янь Цзи (нар. 12 листопада 1984, Сичуань, Китай) – 2016 року оголосила про завершення кар'єри.